# تفتيش مكتب التحقيقات الفيدرالي لمارالاغو
تفتيش مكتب التحقيقات الفيدرالي لمار أيه لاغو هو تفتيش نفذه مكتب التحقيقات الفيدرالي في 8 أغسطس 2022 في مار-إيه-لاغو مقر إقامة الرئيس الأمريكي السابق دونالد ترامب في بالم بيتش بولاية فلوريدا.
صدر أمر التفتيش من قبل المدعي العام الأمريكي ميريك جارلاند ووافق عليه قاضي الصلح بروس راينهارت، بعد إحالة جنائية من قبل لإدارة الوطنية للأرشيف والسجلات. وأظهر الأمر الذي رُفع عنه السر بعد أيام قليلة من التفتيش، أن مكتب التحقيقات الفيدرالي حصل على أمر التفتيش كجزء من تحقيق مع ترامب يتعلق بثلاثة قوانين جنائية اتحادية:
- انتهاكات قانون التجسس فيما يتعلق بالاحتفاظ غير المصرّح به بمعلومات الدفاع الوطني
- تدمير أو إخفاء السجلات "بقصد إعاقة أو عرقلة أو التأثير على" نشاط الحكومة الفيدرالية
- الإزالة أو التدمير غير القانوني لسجلات الحكومة الفيدرالية (بغض النظر عن السبب).[1][2]

وفي وقت لاحق أصدرت المحاكم الإفادة الخطية مع تنقيحات، مما يمنح الجمهور نافذة على أهداف مكتب التحقيقات الفيدرالي في عملية التفتيش هذه،  وما استولى عليه مكتب التحقيقات الفيدرالي. في عام 2021 حاولت إدارة المحفوظات والسجلات الوطنية استعادة مواد، وقام ترامب بفحص المواد التي كانت بحوزته في نهاية ذلك العام. أظهرت لقطات المراقبة التي استدعتها وزارة العدل في يونيو 2022 نقل صناديق من وإلى غرفة تخزين في وقت ما. وذكرت وزارة العدل أن الوثائق السرية في مار آلاغو يُحتمل أنها "أُخفيت وأُزيلت" لعرقلة التحقيق.
عُثر على أكثر من 13,000 وثيقة حكومية. اشتملت على معلومات متعلقة بالأسلحة النووية ومعلومات من مكتب التحقيقات الفيدرالي ووكالة المخابرات المركزية ووكالة الأمن القومي حول مصالح الأمن القومي. ومن بين هذه الوثائق، صُنفت 337 وثيقة على أنها سرية: 197 سُلمت في يناير 2022، و38 سُلمت بموجب أمر استدعاء في يونيو 2022، و102 ضُبطت في عملية تفتيش مار آلاغو في أغسطس. وبعد عدة أشهر، كُشف عن وثيقتين إضافيتين على الأقل تحملان علامات سرية في مواقع تابعة لترامب.
وجهت هيئة محلفين كبرى الاتهام إلى ترامب بشأن تهم فيدرالية تتعلق بالوثائق في 8 يونيو 2023. وفي 13 يونيو 2023، سلم ترامب نفسه إلى الحجز الفيدرالي وأُلقي القبض عليه وقُيدت بياناته وأُحيل إلى المحكمة الجزئية الأمريكية للمنطقة الجنوبية لفلوريدا. ودفع ترامب ببراءته من جميع التهم البالغ عددها 37 تهمة. وفي 27 يوليو، أضافت نسخة جديدة من لائحة الاتهام (التي تحل محل القديمة) ثلاث تهم ضد ترامب.

## خلفية

### سجلات الحكومة الأمريكية: التعامل والتخزين والتصرف
يُقر قانون السجلات الرئاسية (44 U.S.C. ch. 22) بأن السجلات الرئاسية ملك للولايات المتحدة ويجب تسليمها إلى أمين محفوظات الولايات المتحدة في نهاية ولاية الرئيس (أو الولاية الثانية، إذا كانت متتالية). وتُعد الإزالة والاحتفاظ غير المصرح بهما بالمعلومات السرية لحكومة الولايات المتحدة جريمة جنائية بموجب القانون الفيدرالي الأمريكي؛ وقد كانت جناية منذ سن قانون إعادة تفويض تعديلات قانون مراقبة الاستخبارات الأجنبية لعام 2017، الذي وقعه الرئيس دونالد ترامب ليصبح قانونًا في يناير 2018 وزاد الحد الأقصى لمدة السجن لهذه الجريمة من عام واحد إلى خمسة أعوام.

#### القوانين الجنائية المدرجة في أمر التفتيش
أدرجت مذكرة التفتيش والإفادة المرفقة بها ثلاثة قوانين جنائية فيدرالية كأساس للتحقيق من الباب 18 من قانون الولايات المتحدة وهي:
- يُجرم القانون رقم 793، الذي سُن كجزء من قانون التجسس لعام 1917، الاحتفاظ غير المصرح به أو الكشف عن وثائق تتعلق بالدفاع الوطني، والتي يمكن استخدامها للإضرار بالولايات المتحدة أو مساعدة خصم أجنبي. تبلغ العقوبة القصوى 10 سنوات في السجن.[2][27][28] صدر قانون التجسس قبل تطوير نظام التصنيف الحديث لحكومة الولايات المتحدة، وبالتالي لا يشير إلى حالة تصنيف الوثائق؛ لا تزال "معلومات الدفاع الوطني" غير المصنفة مشمولة بموجب قانون التجسس.[27] وكما أشار قسم الأبحاث بالكونغرس، فإن "الإفادة الخطية التي تدعم الأمر تركز على الفقرة الفرعية (هـ)، التي تنطبق عندما يكون الفرد في حوزته غير المصرح بها بعض معلومات الدفاع الوطني".[29]
- يُجرم القانون رقم 2071 سرقة السجلات الحكومية أو إتلافها، بغض النظر عن مدى صلتها بالأمن القومي. تبلغ العقوبة القصوى 10 سنوات في السجن.[2][27][30]
- يُجرم القانون رقم 1519، الذي سُن كجزء من قانون ساربينز أوكسلي، فعل تدمير الوثائق أو السجلات أو إخفائها، بغض النظر عن مدى صلتها بالأمن القومي، "بقصد عرقلة أو إعاقة أو التأثير على التحقيق أو الإدارة السليمة لأي مسألة" ضمن اختصاص أي إدارة أو وكالة فيدرالية. تبلغ العقوبة القصوى 20 عامًا في السجن.[27][31]

#### المواد السرية والرئاسة
بدءًا من عام 1940، استخدم رؤساء الولايات المتحدة السلطات الدستورية والقانونية لرئيس الولايات المتحدة لإنشاء أنظمة تصنيف من خلال أوامر تنفيذية. ويتضمن قانون اللوائح الفيدرالية قواعد للمواد المصنفة تحت بند 32 CFR 2001. [بحاجة لمصدر]
بشكل عام، يضع الرئيس ومجلس الأمن القومي سياسة أمن المعلومات مثل مشاركة المعلومات وتصنيفها.[بحاجة لمصدر] وتتولى مكتب الإشراف على أمن المعلومات (ISOO)، وهو أحد مكونات الأرشيف الوطني، الإشراف اليومي على نظام التصنيف الحكومي بأكمله.

##### رفع السرية عن الوثائق والصلاحيات والأنظمة الرئاسية
منذ صدور قرار المحكمة العليا في قضية وزارة البحرية ضد إيغان عام 1988، يسود إجماع على أن الرئيس الحالي يتمتع بسلطات دستورية واسعة لتصنيف المعلومات (ورفع السرية عنها). إلا أن هناك إجراءات للقيام بذلك. وعقب ادعاءات الرئيس السابق ترامب بأن الوثائق التي عُثر عليها في مار آلاغو رُفعت عنها السرية، أصدر قسم الأبحاث بالكونغرس ورقة سياسات في أغسطس 2022 تسلط الضوء على اللوائح ذات الصلة: وفقًا للبند 32 قانون اللوائح الفيدرالية 2001.25، تتطلب عملية رفع السرية وجود علامات "تُطبق بشكل موحد وواضح لا تدع مجالًا للشك حول حالة رفع السرية عن المعلومات وهوية الشخص الذي أذن برفع السرية".
في عام 2003، ادعى لويس ليبي الرئيس السابق لموظفي نائب الرئيس ديك تشيني، أنه تلقى أمر إفصاح مباشر ولكن غير مسجل من الرئيس جورج دبليو بوش وتشيني لتسريب معلومات سرية إلى الصحفيين. وفي ما عُرف بقضية بليم، لم يُتهم ليبي في نهاية المطاف بالكشف عن معلومات سرية. وقال ستيفن أفترغود، وهو منتقِد لسياسة السرية الحكومية الأمريكية، إن القضية "تسلط الضوء على حقيقة أن الرئيس يدعي، أو بالفعل، يقف خارج نظام التصنيف".

##### بروتوكولات فقدان أو المساس بالمواد المصنفة
تتطلب اللوائح الفيدرالية أن "يقوم أي شخص لديه علم بأن معلومات مصنفة قد فُقدت أو ربما عُرضت للخطر أو كُشفت لأشخاص غير مصرح لهم بالإبلاغ فورًا عن الظروف إلى مسؤول مُعيّن لهذا الغرض". وتتطلب اللوائح أيضًا إخطار مدير مكتب الإشراف على أمن المعلومات إذا كانت المعلومات المصنفة المحددة قد تجذب "اهتمامًا عامًا كبيرًا"، أو إذا كانت المعلومات قيد البحث ضخمة، أو إذا تم الكشف عن نقطة ضعف رئيسية. ويجب أيضًا استشارة وزارة العدل إذا اُشتبه في وجود جريمة.

## الأحداث المؤدية إلى البحث
عندما غادر ترامب البيت الأبيض، أخذ معه وثائق حكومية. وزعمت هيئة المحلفين أنه "خلال الفترة من يناير وحتى 15 مارس 2021، خُزنت بعض الصناديق في قاعة الرقص البيضاء والذهبية بنادي مارالاغو، حيث كانت تُقام الفعاليات والتجمعات. وقد وُضعت الصناديق لفترة من الوقت فوق منصة القاعة". وفي مارس، نُقلت الصناديق إلى "مركز أعمال". وفي أبريل نُقلت إلى "حمام ودش" في غرفة البحيرة.

### إجراءات استرجاع السجلات الرئاسية من مار إيه لاغو
في فبراير 2021، طلبت إدارة الأرشيف والوثائق الوطنية (NARA)، وهي الوكالة الفيدرالية التي تحتفظ بالسجلات الحكومية، من ترامب إعادة الوثائق الرئاسية. وبحلول مايو 2021، أدركت إدارة الأرشيف والوثائق الوطنية أنها فقدت المراسلات المرسلة من الرئيس الكوري الشمالي كيم جونغ أون إلى ترامب. كما علمت أنها فقدت وثائق رئاسية أخرى مثل خريطة إعصار دوريان المعدلة. وتواصلت إدارة الأرشيف والوثائق الوطنية مع ممثلي ترامب. وفي 6 مايو، أرسلت الإدارة بريدًا إلكترونيًا إلى محامي ترامب تطلب فيه "مساعدتهم الفورية" لإعادة رسائل كيم،  بالإضافة إلى "حوالي عشرين" صندوقًا كانت في مقر إقامة ترامب بالبيت الأبيض خلال الأيام الأخيرة من رئاسته والتي أُرسلت إلى فلوريدا، على الرغم من أن "سيبولون" قد قرر أنه كان ينبغي إرسالها إلى إدارة الأرشيف والوثائق الوطنية. ويُزعم أن ترامب طلب إحضار بعض الصناديق إلى نادي بيدمينستر في ذلك الشهر.
في يونيو 2021 وجهت إدارة الأرشيف والوثائق الوطنية محاميًا سابقًا في مكتب مستشار البيت الأبيض التابع لترامب بإرسال رسائل كيم إليهم عبر شركة فيديكس. وفي 24 يونيو، نُقلت صناديق في غرفة بحيرة مار آلاغو إلى غرفة التخزين.
في 21 نوفمبر 2021 سافر موظف بالبيت الأبيض إلى مار آلاغو ونصح ترامب قائلاً: "مهما كان لديك، أعد كل شيء. دعهم يأتوا إلى هنا ويحصلوا على كل شيء. لا تعطهم سببًا نبيلًا لتوجيه الاتهام إليك، لأنهم سيفعلون ذلك". وفي مقابلة مع مكتب التحقيقات الفيدرالي بعد عام، قال هذا الشخص إنه كان يعتقد أن ترامب سيعيد الصناديق إلى إدارة الأرشيف والوثائق الوطنية.
استمرت إدارة الأرشيف والوثائق الوطنية بالتفاوض مع محامو ترامب،  وزُعم أن ترامب طلب من موظفيه إخراج صناديق من غرفة التخزين إلى مقر إقامته بين نوفمبر 2021 ويناير 2022 ليتمكن من مراجعة محتوياتها. ولم يطلب ترامب منهم استرجاع أي صناديق محددة، ولا أي عدد محدد من الصناديق، وفقًا لشهادة "والت نوتا" الذي استرجع الصناديق وقال إنه لم يكن على علم بمحتوياتها. وأخذ نوتا "ما يقرب من 15 إلى 17" صندوقًا كانت مخزنة بالقرب من غرفة نوم ترامب في غرفة تسمى باين هول، و"نقلناها إلى سيارتي؛ ومن سيارتي إلى الشاحنة شبه المقطورة"، كما سيخبر المحققين بعد عدة أشهر.

#### الإرجاع الجزئي للسجلات
في يناير 2022، استرجعت إدارة المحفوظات والسجلات الوطنية 15 صندوقًا من الوثائق والهدايا والممتلكات الحكومية الأخرى من مار آلاغو كان ينبغي نقلها إلى إدارة المحفوظات والسجلات الوطنية في نهاية ولاية ترامب. تضمنت الصناديق وثائق من وكالة المخابرات المركزية ومكتب التحقيقات الفيدرالي ووكالة الأمن القومي حول مجموعة متنوعة من الموضوعات ذات الاهتمام بالأمن القومي. وقرر أمناء الأرشيف والوكلاء الفيدراليون أن 184 وثيقة فريدة (يبلغ مجموعها 700 صفحة) تحمل علامات تصنيف، منها 25 وثيقة تحمل علامة "سري للغاية"، و92 "سري"، و67 "مؤتمن". وشملت هذه المواد:
- معلومات حساسة تتعلق بالأمن القومي، [55][56][60][61] بما في ذلك معلومات استخبارات الإشارات ورسائل كيم.[48][62]
- وثائق تخضع لبرامج الوصول الخاصة (SAP)، وهو نوع من البروتوكولات المخصصة للعمليات الأمريكية الحساسة للغاية التي تُنفذ في الخارج، وتهدف إلى الحد بشكل كبير من الوصول إلى المعلومات.[63][64][65]
- وثائق تحمل علامات الاستخبارات البشرية (HCS)، والاستخبارات الأجنبية (FISA)، وعلامات خاصة بالمعلومات السرية مثل (ORCON، وNOFORN)، والاستخبارات الخاصة (SI).[59][66]

قد تكون الوثيقة المتعلقة بإيران، التي استعرضها ترامب في بلدة بدمينستر في يوليو 2021، من بين الوثائق التي تم تسليمها في ذلك الوقت؛ إذ كانت وثيقة عسكرية تحمل تصنيف "سري للغاية//لا يسمح للأجانب" وظلت بحوزة ترامب حتى 17 يناير 2022، وقد وُجهت إليه لاحقًا تهمة حيازتها.
ساعد المحامي أليكس كانون في نقل هذه الصناديق الخمسة عشر إلى الأرشيف الوطني (NARA). وخُزنت الوثائق في منشأة معلومات حساسة ومقسمة (SCIF) أثناء دراسة وزارة العدل (DOJ) كيفية المضي قدمًا.

#### تصريح ترامب بشأن إعادة السجلات
بعد نقل الصناديق الخمسة عشر، أصدر ترامب بيانًا يفيد بأنه أُعيد "كل شيء" طلبته إدارة المحفوظات والسجلات الوطنية، وأمر كانون بإرسال بيان مماثل إلى إدارة المحفوظات والسجلات الوطنية. رفض كانون لأنه لم يكن متأكدًا من صحة ذلك، وصدر بيان مختلف بعد ثلاثة أيام، جاء فيه أن "الأوراق سُلمت بسهولة ودون نزاع وعلى أساس ودّي للغاية".

#### إدارة الأرشيف والوثائق الوطنية تقدم إحالة جنائية
في 7 فبراير 2022، أصدرت إدارة المحفوظات والسجلات الوطنية بيانًا صحفيًا تعترف فيه باستلام الصناديق الخمسة عشر وادعاء ممثلي ترامب بأنهم سيبحثون عن المزيد من المواد. وفي 8 فبراير أخبر غاري ستيرن، محامي إدارة المحفوظات والسجلات الوطنية، زملائه بأن كانون قد أخبره بأنه غير متأكد مما إذا كانت جميع الوثائق ذات الصلة قد سُلمت. وذكرت صحيفة "واشنطن بوست" أن إدارة المحفوظات والسجلات الوطنية نفسها قد لاحظت وجود "كميات كبيرة من المواد السرية والصناديق غير المنظمة" وظلت متشككة. وفي 9 فبراير أرسلت إدارة المحفوظات والسجلات الوطنية إحالة جنائية إلى وزارة العدل.

#### نصيحة توم فيتون لترامب
نصح توم فيتون رئيس المجموعة الناشطة "جوديشال ووتش"، ترامب في فبراير 2022 بعدم تسليم أي سجلات أخرى إلى إدارة المحفوظات والسجلات الوطنية. وكدليل على ذلك، استشهد فيتون بقضية عام 2012 ذكر فيها قاضٍ فيدرالي أنه ليس لدى إدارة المحفوظات والسجلات الوطنية سلطة لتصنيف المواد على أنها "سجلات رئاسية" ولا يحق لها الاستيلاء على المواد.
وتعلقت هذه القضية بتسجيلات صوتية للمؤرخ تايلور برانش وهو يجري مقابلة خاصة مع صديقه بيل كلينتون خلال فترة رئاسة كلينتون. وعلى الرغم من أن إدارة المحفوظات والسجلات الوطنية قالت في السابق إن التسجيلات ملكية خاصة، إلا أن "جوديشال ووتش" طالبت إدارة المحفوظات والسجلات الوطنية بالاستيلاء على التسجيلات وتسليمها إلى "جوديشال ووتش". ورفض القاضي الدعوى القضائية.
تبنى ترامب موقف فيتون واستمر في إشراكه في المناقشات بعد أكثر من عام.

### إطلاق مكتب التحقيقات الفيدرالي ووزارة العدل تحقيقًا جنائيًا وإصدار مذكرات استدعاء
في أبريل 2022، فتحت وزارة العدل تحقيقًا جنائيًا وبدأت إجراءات هيئة محلفين كبرى،  وأمرت إدارة المحفوظات والسجلات الوطنية بعدم مشاركة المزيد من التفاصيل حول المواد التي تم استرجاعها من مار آلاغو مع لجنة الرقابة بمجلس النواب. واستجوب مكتب التحقيقات الفيدرالي مسؤولين في إدارة ترامب ومساعدين في مار آلاغو بشأن التعامل مع السجلات الرئاسية، بمن فيهم المستشار السابق للبيت الأبيض بات سيبولون ونائبه السابق باتريك فيلبين.
في 12 أبريل 2022، ذكرت إدارة المحفوظات والسجلات الوطنية أنها ستسمح لمكتب التحقيقات الفيدرالي بالوصول إلى الوثائق التي تم استرجاعها من مار آلاغو. وسعى محامو ترامب إلى تأخير هذه النتيجة. وفي 10 مايو، كتبت ديبرا ستيدل وول، القائمة بأعمال أمين محفوظات الولايات المتحدة، إلى إيفان كوران، محامي ترامب، لتكرر أن ترامب أخذ معه مئات الصفحات من المواد السرية، بما في ذلك مواد برامج الوصول الخاصة المصنفة بدرجة عالية، وأن مفاوضاتهم المطولة بشأن الامتياز التنفيذي المزعوم كانت تؤخر التحقيقات وتقييمات التهديدات الجارية بالفعل. وذكرت أنها قررت، بناءً على المشورة القانونية، عدم الموافقة على طلبهم بتأجيلات إضافية. ونشر أحد حلفاء ترامب الرسالة علنًا في 22 أغسطس. وعندما أتاحت إدارة المحفوظات والسجلات الوطنية لمكتب التحقيقات الفيدرالي الوصول إلى السجلات التي استرجعتها، قدم مكتب التحقيقات الفيدرالي نسخًا لوكالات فردية تابعة لمجتمع الاستخبارات الأمريكي لإجراء مراجعات للتصنيف وتحديد ما إذا كان الكشف عنها قد يعرض مصادر حساسة للخطر.

#### استدعاء مايو 2022
تحسبًا لأمر استدعاء، تدرب فريق ترامب على نقل الوثائق. وقد وصف بعض المسؤولين هذا السلوك بأنه "بروفة".
في 11 مايو، استدعت وزارة العدل ترامب لتقديم أي وجميع المستندات أو الكتابات الموجودة في حيازته أو سيطرته أو في مكتبه والتي تحمل علامات تصنيف. التقى كوركوران بترامب في مار إيه لاغو وبدأ في تدوين ملاحظات تفصيلية (بما في ذلك المذكرات الصوتية) حول عدة أسابيع من المحادثات التي أوضح فيها لترامب أنه سيتعين عليه بالفعل تسليم كل هذه المستندات وإلا فإنه يخاطر بتفتيش مكتب التحقيقات الفيدرالي لمار إيه لاغو. كذلك حث مستشارو ترامب مرارًا وتكرارًا على الامتثال الكامل، وأخبرهم ترامب في النهاية بأنه فعل ذلك وأنه لا يريد مناقشة الأمر أكثر من ذلك.
في 12 مايو أصدرت وزارة العدل أمر استدعاء من هيئة محلفين كبرى للأرشيف الوطني للمستندات السرية التي قدموها إلى اللجنة المختارة بمجلس النواب للتحقيق في الهجوم على مبنى الكابيتول الأمريكي في 6 يناير.
وفقًا لادعاءات هيئة المحلفين الكبرى قضى "والت ناوتا" المساعد الشخصي لترامب، نصف ساعة في غرفة التخزين في 22 مايو، وأخرج صندوقًا واحدًا. لاحقًا، وبتوجيه من ترامب، أخرج ناوتا حوالي 64 صندوقًا من غرفة التخزين وأحضرها إلى مقر إقامة ترامب: ثلاثة صناديق في 24 مايو، وحوالي 50 صندوقًا في 30 مايو، وحوالي 11 صندوقًا في 1 يونيو. عندما استجوبه مكتب التحقيقات الفيدرالي، أنكر ناوتا في البداية أي معرفة بالمستندات السرية، لكنه اعترف في مقابلة ثانية بتورطه هو وترامب. منذ ذلك الحين، نُشرت صور له وهو ينقل صناديق في 1 يونيو.
حُدِّدَ وصول كوركوران بعد الظهر في 2 يونيو لمراجعة الصناديق الموجودة في غرفة التخزين. وفي منتصف النهار وقبل وصول كوركوران، نقل "كارلوس دي أوليفيرا" رئيس صيانة "مار إيه لاغو" مع "ناوتا"،  حوالي 30 صندوقًا إلى غرفة التخزين،  كما هو موضح في لقطات كاميرات المراقبة الأمنية.
لم يُبلَغ "كوركوران" بأنه حوالي 64 صندوقًا نُقلت في مدار الأيام الأخيرة وأن حوالي 30 صندوقًا نُقلت قبل ساعات قليلة. في حين كان "كوركوران" في غرفة التخزين، زُعم أن ترامب طلب من شخص ما تغيير قفل على خزانة في واجهة العقار. اعتاد جهاز الخدمة السرية على امتلاك مفتاح القفل، لكن ورد أن ترامب أراد أن يكون مسؤولًا عن المفتاح. عثر كوركوران في غرفة التخزين على 38 مستندًا تحمل علامات سرية وقام بإغلاقها في ظرف.
في 3 يونيو، سأل ناوتا، الموظف في مار إيه لاغو منذ 20 عامًا والذي كان يدير خدمة السيارات، برايان بتلر سيارة كاديلاك اسكاليد ليتمكن من المساعدة في تحميل أمتعة ترامب على متن طائرة حيث غادر ترامب وعائلته إلى نيوجيرسي. أعطى بتلر إياه السيارة. حمّل ناوتا ودي أوليفيرا صناديق على متن الطائرة. ساعدهم بتلر، حيث أن التعامل مع أمتعة ترامب كان جزءًا من وظيفته بشكل طبيعي؛ ولم يكن يعلم أن الصناديق تحتوي على أي شيء غير عادي.
في وقت لاحق من ذلك اليوم، جاء محققون من وزارة العدل ومكتب التحقيقات الفيدرالي إلى مار إيه لاغو لاستعادة المواد التي تم استدعاؤها. التقى المحققون بمحامي ترامب، حيث أعطى أحدهم الوكلاء 38 وثيقة سرية تحمل علامات HCS وSI وFISA في ظرف واحد مغلف بشريط لاصق مزدوج. كذلك قدمت كريستينا بوب أمينة سجلات ترامب، لوزارة العدل إقرارًا موقعًا صاغه كوركوران وفيه يشهد بأن جميع المواد السرية قد أُعيدت (على الرغم من أن فريق ترامب ربما كان على علم بأن هذا غير صحيح).
خلال هذه الزيارة، لاحظ عملاء مكتب التحقيقات الفيدرالي وجود أكثر من 50 صندوقًا في غرفة التخزين، لكن محامي ترامب أفادوا بأنه لا يمكنهم النظر بداخلها. وتوصلت وزارة العدل إلى الاعتقاد بأن المزيد من الوثائق السرية لا تزال موجودة في المقر.
في 8 يونيو، طلب مكتب التحقيقات الفيدرالي من فريق ترامب تأمين منطقة التخزين بشكل أفضل، لذا أضاف مساعدو ترامب قفلًا للغرفة. بعد أقل من أسبوعين، أبلغ ترامب إدارة المحفوظات والسجلات الوطنية (NARA) بإضافة كاش باتيل، المسؤول السابق في إدارة ترامب، والصحفي جون سولومون كـ "ممثلين للاطلاع على سجلات الرئاسة الخاصة بإدارتي".

#### استدعاء يونيو 2022
في 22 يونيو، أرسلت وزارة العدل مسودة استدعاء لهيئة المحلفين الكبرى عبر البريد الإلكتروني إلى أحد محامي ترامب. وقد طلبت الوزارة من منظمة ترامب تزويدها بلقطات مراقبة لغرفة تخزين مار إيه لاغو. وفي اليوم التالي اتصل ترامب بدي أوليفيرا. وبعد ذلك بيوم واحد، سلم مكتب التحقيقات الفيدرالي أمر الاستدعاء، طالبًا الحصول على لقطات من خارج غرفة التخزين خلال الفترة الممتدة من 10 يناير وحتى 24 يونيو. وبعد ظهر ذلك اليوم أجرى كوركوران مكالمة هاتفية مع ترامب لبحث الأمر. وخلال ساعات قليلة، غير ناوتا خططه للسفر في اليوم التالي، فبعد أن كان يعتزم مرافقة ترامب إلى إلينوي، أبلغ الآخرين بأنه سيسافر إلى بالم بيتش بفلوريدا بدلًا من ذلك، وقد قدم أسبابًا متناقضة لتغيير خططه.
في 25 يونيو نصح دي أوليفيرا بتلر بأن ناوتا كان على وشك الوصول، وأنه يسعى جاهدًا للحصول على معلوماتٍ حول لقطات المراقبة القديمة، وأنه من الضروري إبقاء زيارته سرية. وفي صباح 27 يونيو استفسر دي أوليفيرا من يوسيل تافيراس، الذي كان يعمل في قسم تكنولوجيا المعلومات، عن المدة التي يُحتفظ فيها بلقطات الأمن على الخادم. فأجابه تافيراس بأنه يعتقد عمومًا أن هذه اللقطات تُحفظ لمدة خمسة وأربعين يومًا. فأخبره دي أوليفيرا بأن "الزعيم" يرغب في حذف هذه اللقطات، إلا أن تافيراس رفض تنفيذ طلبه. وفي وقت مبكر من بعد الظهر دار حوار مباشر بين دي أوليفيرا وناوتا، وفي وقت متأخر من بعد الظهر، أجرى دي أوليفيرا مكالمة هاتفية مع ترامب.
استجابةً لأمر الاستدعاء قدَّمت منظمة ترامب قرصًا صلبًا في السادس من يوليو،  حيث أظهرت اللقطات المرئية ناوتا وهو ينقل صناديقًا.
في الفترة الممتدة من العاشر إلى الثاني عشر من يوليو، كان ترامب في مار إيه لاغو "يتفقد الصناديق"، كما صرح أحد الشهود للمحققين. وعادة ما يكون ترامب في نيوجيرسي في هذا الوقت من العام، وكان مقر إقامته في مار إيه لاغو قيد الإنشاء، مما يجعل إقامته هناك أمرًا غير محتمل. وقد أُبقيَت رحلته إلى مار إيه لاغو سرية.

### مذكرة تفتيش
حصلت شعبة الأمن القومي بوزارة العدل على المذكرة بناءً على طلب إدارة المحفوظات والسجلات الوطنية (NARA) لجمع مواد ربما لم يسلمها ترامب. في هذا الصدد، أفادت صحيفة نيويورك تايمز: "أشار شخصان مطلعان على الوثائق السرية التي يعتقد المحققون أنها لا تزال موجودة في مار إيه لاغو إلى أنها كانت حساسة للغاية بطبيعتها، وتتعلق بالأمن القومي، لدرجة أن وزارة العدل اضطرت إلى التحرك". ومع ذلك تأمل المدعي العام ميريك غارلاند لأسابيع فيما إذا كان سيوافق على طلب مذكرة التفتيش، بعد اجتماعات عديدة بين كبار مسؤولي وزارة العدل ومكتب التحقيقات الفيدرالي.
كشف أمر التفتيش عن أن مكتب التحقيقات الفيدرالي كان يحقق مع ترامب للاشتباه في انتهاكه لثلاثة قوانين اتحادية من الباب 18 - القسم 793 (جزء من قانون التجسس لعام 1917)؛ والقسم 1519 (جزء من قانون الرقابة المالية ساربينز أوكسلي)؛ والقسم 2071. تجدر الإشارة إلى أن ترامب لم يُتهم بأي جريمة. بيد أنه في حال اتهامه وإدانته بموجب القانون الثالث، فسوف يُمنع ترامب "من تولي أي منصب في الولايات المتحدة". ومع ذلك، شكك عدد من الباحثين القانونيين في دستورية هذا الحكم في القانون.
وافق القاضي الفيدرالي بروس راينهارت التابع للمحكمة المحلية الأمريكية للمنطقة الجنوبية من فلوريدا على المذكرة في 5 أغسطس 2022. جدير بالذكر أن بعض المصادر عرفت خطأً راينهارت، الذي كان في السابق مدعيًا فيدراليًا لمدة عقد من الزمن، بأنه معين من قبل ترامب، إلا أن هذا المنصب في الواقع تملؤه المحاكم نفسها.
تُعد مراجعة أوامر التفتيش والموافقة عليها واجبًا اعتياديًا لقضاة الصلح الفيدراليين. وأشار خبراء قانونيون إلى أنه نظرًا للطبيعة البارزة للعملية، فإن طلب الحصول على أمر تفتيش (مُنح بناءً على سبب محتمل) كان سيخضع أولًا لتدقيق دقيق من قبل السلطات الفيدرالية. وقال ويل هيرد العميل السابق في وكالة المخابرات المركزية وعضو الكونجرس الجمهوري السابق عن ولاية تكساس: "لقد أقر ترامب ومحاموه بمستندات رئاسية أُخذت بشكل غير لائق وخُزنت خارج البيت الأبيض ثم سلموها. بالطبع كان لدى مكتب التحقيقات الفيدرالي سبب محتمل للدخول بحثًا عن المزيد".

## تفتيش مارالاغو

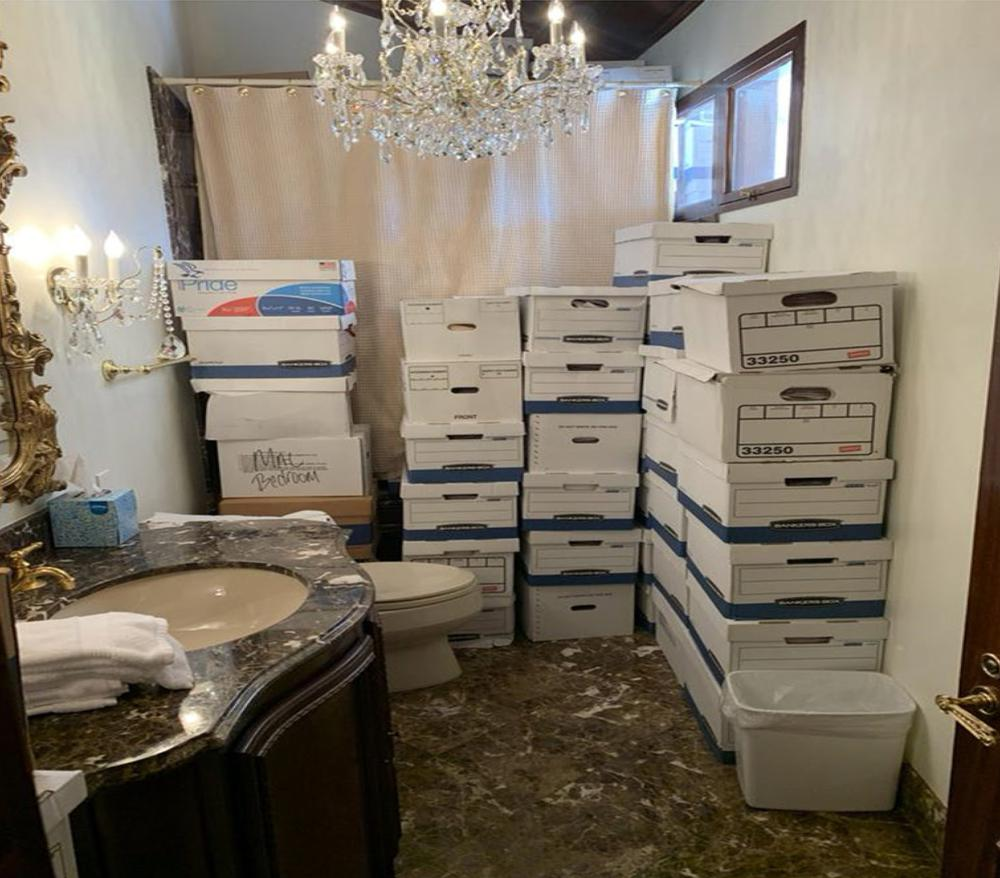
صناديق تحتوي على وثائق سرية مخزنة في حمام في مار إيه لاغو

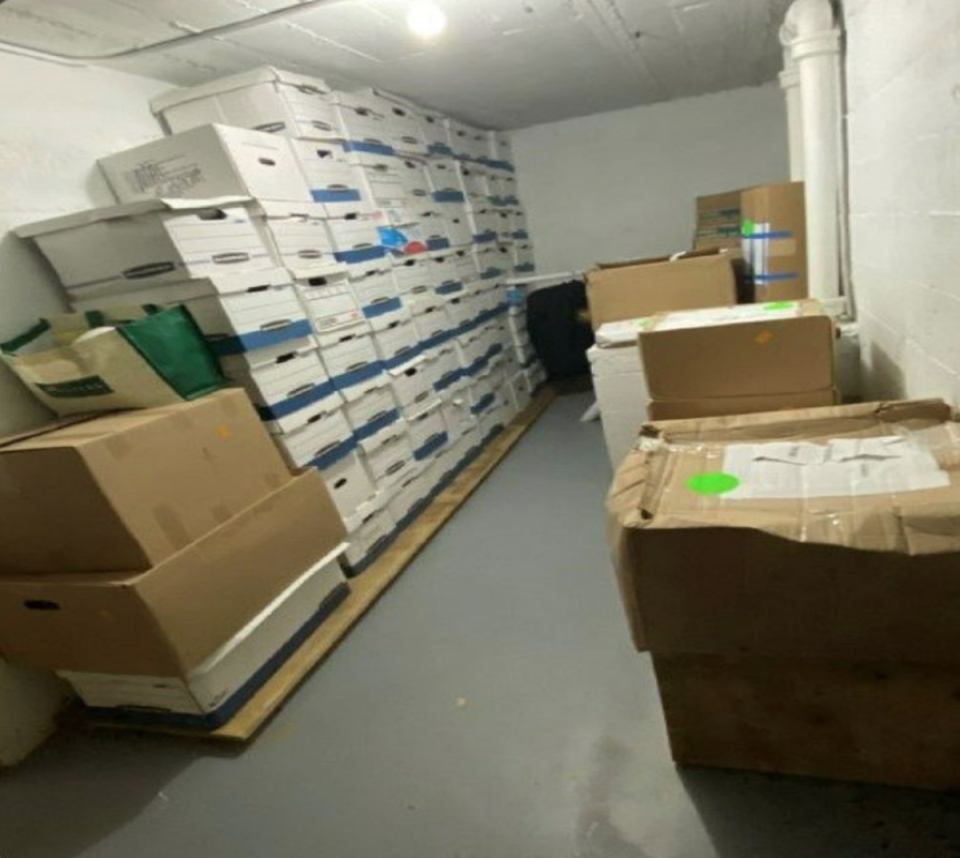
صناديق تحتوي على وثائق سرية في غرفة تخزين في مار إيه لاغو

في 8 أغسطس 2022، في تمام الساعة 8:39 صباحًا، فتّش عملاء مكتب التحقيقات الفيدرالي مقر إقامة ترامب في مار إيه لاغو بحثًا عن المواد المحددة في مذكرة التفتيش، بما في ذلك مواد سرية. كانت المواد تتعلق ببرامج وصول خاصة بالأسلحة النووية،  وفقًا لصحيفة نيويورك تايمز،  ولصحيفة واشنطن بوست . أبلغ مكتب التحقيقات الفيدرالي جهاز الخدمة السرية بالبحث قبل بضع ساعات. يسّر جهاز الخدمة السرية دخول مكتب التحقيقات الفيدرالي إلى مار إيه لاغو، لكنه لم يشارك في البحث.
صرح نجل ترامب إريك على قناة فوكس نيوز بأنه تلقى مكالمة بشأن التفتيش وأبلغ والده بعد ذلك بوقت قصير. حضرت كريستينا بوب وليندسي هاليغان، اثنتان من محاميات ترامب، عملية التفتيش لكن لم يُسمح لهما بالدخول. شاهد ترامب وعائلته معظم عملية تفتيش مكتب التحقيقات الفيدرالي من نيويورك عن بعد عبر بث فيديو مباشر تم إرساله من نظام كاميرات المراقبة الأمنية في مار إيه لاغو. رفض ترامب ومحاموه طلبات مكتب التحقيقات الفيدرالي بإيقاف تشغيل الكاميرات. قال إريك ترامب لاحقًا إن عائلته ستنشر اللقطات "في الوقت المناسب".
أجرى عملاء مكتب التحقيقات الفيدرالي عملية التفتيش باستخدام "فرق العزل" لضمان عدم إزالة أي مراسلات محمية بين ترامب ومحاميه. وأفادت صحيفة "نيويورك تايمز" بأن عملاء مكتب التحقيقات الفيدرالي "نفذوا التفتيش بطريقة هادئة نسبيًا" وتعمدوا عدم ارتداء السترات الرسمية الزرقاء الداكنة المعتادة للوكالة. فتش عملاء مكتب التحقيقات الفيدرالي وحدة تخزين في الطابق السفلي، حيث قاموا بكسر القفل الجديد المثبت. كما فتشوا ما أُطلق عليه "مكتب ترامب رقم 45"،  حيث فتحوا خزنة "على طراز الفنادق" لم تحتوِ على "أي شيء مهم"، وأخيرًا مقر إقامة ترامب. عُثر أيضًا على مستندات سرية في مواقع غير مؤمنة خارج غرفة التخزين المقفلة. وفقًا للإجراء المعتاد لتنفيذ أوامر التفتيش، قدم مكتب التحقيقات الفيدرالي لمحامي ترامب نسخة من الأمر وبيانًا تفصيليًا من ثلاث صفحات،  يُسمى إيصالًا للممتلكات، والذي يسرد جرد السجلات المضبوطة. أنهى عملاء مكتب التحقيقات الفيدرالي عملية التفتيش في الساعة 4:33 مساءً، وقُدِّم إيصال بالممتلكات لمحامي ترامب في الساعة 6:19 مساءً قبل أن يغادر العملاء العقار حوالي الساعة 6:30 مساءً ومعهم الصناديق.
لم يفتش عملاء مكتب التحقيقات الفيدرالي خزانة مقفلة بالقرب من واجهة العقار (كان عملاء مكتب التحقيقات الفيدرالي على علم بها أثناء التفتيش) ولا "غرفة مخفية" متصلة بغرفة نوم ترامب (لم يكونوا على علم بها)، وفقًا لما ذكرته شبكة إيه بي سي نيوز في فبراير 2024. ليس من الواضح ما إذا كانت هناك أي مستندات سرية في الغرف.
كان بيتر شورش، ناشر "فلوريدا بوليتيكس"، أول من أبلغ عن الحدث. كذلك اعترف ترامب علانية بالتفتيش.
في اليوم التالي 9 أغسطس عثرت "مولي مايكل" مساعدة ترامب في مار إيه لاغو على ملاحظات كان ترامب قد أعطاها لها مكتوبة على ظهر مستندات تحمل علامات تصنيف. ساعدت في تسليم هذه المستندات إلى مكتب التحقيقات الفيدرالي في اليوم نفسه. وبعد أيام أدرك بعض موظفي مار إيه لاغو أن مكتب التحقيقات الفيدرالي لم يفتش غرفة واحدة على الأقل. علم محققون من تحقيق المستشار الخاص سميث بذلك قبل توجيه الاتهام إلى ترامب في يونيو 2023، وأجروا مقابلات مع العديد من الشهود.
أصدر مكتب التحقيقات الفيدرالي أمر استدعاء آخر لمقاطع فيديو المراقبة من مار إيه لاغو للأسابيع التي سبقت عملية التفتيش، مما يشير إلى أن ترامب ربما كان لا يزال يحجب وثائق حكومية إضافية. وفي 26 أغسطس طلب ناوتا من موظف في ترامب التأكيد في دردشة جماعية على تطبيق سيجنال على ولاء دي أوليفيرا لترامب. ففعل الموظف ذلك، واتصل ترامب بدي أوليفيرا ليخبره بأنه سيحصل له على محامٍ.
في نوفمبر استقال موظف قديم في مار إيه لاغو من وظيفته. كان قد ساعد في نقل الصناديق وسمع محادثات معينة بين دي أوليفيرا وناوتا وردت في لائحة الاتهام.
وأشارت القاضية بيريل هاول إلى أن "المزيد من المستندات التي تحمل علامات سرية اكتُشفت في نوفمبر 2022 في وحدة تخزين مستأجرة، وفي ديسمبر 2022 في المكتب في مار إيه لاغو، وعلى ما يبدو في وقت ما بعد ذلك في غرفة النوم الخاصة بالرئيس السابق في مار إيه لاغو". عثر محامو ترامب على المستندات وقدموها إلى مكتب التحقيقات الفيدرالي في يناير 2023.

### تفتيش عقارات أخرى لترامب
في 7 ديسمبر 2022، أُفيد بأنه عُثر مؤخرًا على مستندات إضافية تحمل علامات سرية في موقع آخر يخص ترامب في ويست بالم بيتش، وذلك عقب تفتيش مواقع متعددة أجراه فريق عينه الممثلين القانونيين لترامب. سُلِّمت المستندات إلى مكتب التحقيقات الفيدرالي. عقب هذا الكشف، ذكرت وزارة العدل أن ترامب لم يمتثل لأمر الاستدعاء الصادر في مايو، لكن القاضية بيريل هاول قررت عدم اعتباره مُهينًا للمحكمة.

## إصدار أمر التفتيش وإيصال الملكية والإفادة الخطية

### إصدار أمر التفتيش وإيصال الملكية
تماشيًا مع إحجام وزارة العدل الأمريكية القديم عن التعليق على التحقيقات الجارية،  وكذلك الحدود المشددة التي فرضها المدعي العام ميريك غارلاند على مثل هذه التصريحات العلنية، لم تُعلّق الحكومة في البداية على التفتيش. بينما التزمت وزارة العدل الصمت، اتصل شخص مقرب من ترامب بمسؤول في وزارة العدل لإرسال رسالة من ترامب إلى جارلاند. أراد ترامب أن يعلم جارلاند أن الناس في جميع أنحاء البلاد غاضبون من التفتيش وما يمكن أن يفعله ترامب "لتهدئة الأوضاع".
في 11 أغسطس قدمت وزارة العدل التماسًا إلى المحكمة لرفع السرية عن أمر التفتيش وإيصال الممتلكات، ما لم يعترض ترامب على نشرهما. وفي اليوم نفسه، عقد جارلاند مؤتمرًا صحفيًا، قال فيه إن الوزارة قدمت التماسًا لرفع السرية عن الأمر وإيصال الممتلكات "في ضوء التأكيد العلني من الرئيس السابق على التفتيش، والظروف المحيطة، والمصلحة العامة الكبيرة في هذه المسألة"، وأنه وافق شخصيًا على قرار طلب أمر التفتيش. وأضاف جارلاند أن "التمسك بسيادة القانون يعني تطبيق القانون بشكل عادل، دون خوف أو محاباة"، وانتقد "الهجمات الأخيرة التي لا أساس لها على مهنية عملاء وممثلي الادعاء في مكتب التحقيقات الفيدرالي ووزارة العدل".
ذكر ترامب لاحقًا على وسائل التواصل الاجتماعي أنه أيد الإفراج عن الأمر والوثائق ذات الصلة،  على الرغم من أنه رفض الإفراج عنهما بنفسه،  ووافق فريقه القانوني على وجوب إفراج المحكمة عنهما. رُفعت السرية عن أمر التفتيش وإيصال الممتلكات (أتيحت للجمهور) بعد ظهر يوم 12 أغسطس،  مع تنقيح توقيعات اثنين من عملاء مكتب التحقيقات الفيدرالي.
بعد عام، كُشف عن وجود ثمانية أوامر تفتيش وإفادات خطية. أرادت الحكومة أن تظل سرية، ولم يُكشف عما إذا كانت الأوامر السبعة الأخرى قد صدرت لمواقع مختلفة ولا عن المواد التي طُلبت.

#### المواد المضبوطة
فكّك عملاء مكتب التحقيقات الفيدرالي أكثر من 13000 وثيقة حكومية،  وجدوا من بينها 103 وثائق حكومية مصنفة. عُثر على وثائق ومجلدات فارغة تحمل علامات تصنيف في كل من غرفة تخزين القبو وفي مكتب ترامب رقم 45. قُسمت المواد المصنفة إلى 11 مجموعة. من المواد المصنفة:
- 18 وثيقة كانت تحمل علامة سري للغاية، وكانت إحدى هذه المجموعات تحمل بروتوكول نظام التحكم "سري للغاية/معلومات حساسة مُجزأة".
- 54 وثيقة (مُجمعة في ثلاث مجموعات) كانت تحمل علامة سري.
- 31 وثيقة (مُجمعة في ثلاث مجموعات) كانت تحمل علامة سري.[147][177][178]

تعلقت بعض الوثائق بعفو ترامب عن حليفه روجر ستون، وتعلقت بعضها الآخر برئيس فرنسا. وأظهر إيصال الممتلكات، الذي وقعته محامية ترامب كريستينا بوب في الساعة 6:19 مساءً في نهاية التفتيش،  أن ترامب كان بحوزته وثائق تحمل علامة "TS/SCI" وعنصر آخر يحمل علامة "معلومات بخصوص رئيس فرنسا".
خلال التفتيش، صُودر جواز سفر شخصي وجوازا سفر رسميين يخصان ترامب، كان الجواز الشخصي وأحد الجوازين الرسميين منتهيي الصلاحية، من درج مكتب في مكتب ترامب وأُعيدا إليه لاحقًا. في ملف للمحكمة بتاريخ 30 أغسطس، أشارت وزارة العدل إلى أن جوازات السفر كانت موجودة في درج مكتب ترامب الذي "يحتوي على وثائق مصنفة وسجلات حكومية مختلطة بوثائق أخرى" وبالتالي تخضع لشروط الأمر.
من بين 13000 وثيقة تم ضبطها، وضع فريق التصفية التابع لوزارة العدل 520 صفحة جانبًا باعتبارها قد تخضع لامتياز سريّة المحامي وموكله.
في 6 سبتمبر ذكرت صحيفة الواشنطن بوست أن بعض الوثائق المضبوطة تحتوي على تفاصيل لبرامج وصول خاصة تتطلب تصاريح خاصة على أساس الحاجة إلى المعرفة التي لا يمكن منحها إلا من قبل "الرئيس أو بعض أعضاء حكومته أو مسؤول بمستوى قريب من مستوى الحكومة". وعادة ما يتم الاحتفاظ بها في "منشأة معلومات مُجزأة آمنة، مع وجود ضابط تحكم معين لتتبع مواقعها بعناية". ووصفت إحدى الوثائق "الدفاعات العسكرية لحكومة أجنبية، بما في ذلك قدراتها النووية". وشملت الموضوعات برنامج الصواريخ الإيراني وعمليات الاستخبارات الأمريكية التي تشمل الصين.

#### المواد المفقودة
أفادت صحيفة الواشنطن بوست في 1 أكتوبر 2022 وفقًا لمصدرين لم يُكشف عن اسميهما أن إدارة المحفوظات والسجلات الوطنية أبلغت لجنة الرقابة بمجلس النواب بأن بعض السجلات الرئاسية لم تُسترد. وفي 6 أكتوبر أفادت صحيفة نيويورك تايمز وفقًا لمصدرين لم يُكشف عن اسميهما أن وزارة العدل أبلغت محامي ترامب "في الأسابيع الأخيرة" بأن ترامب لا يزال يحتفظ بمواد.

### طلبات الإفراج عن إفادة أمر التفتيش
قدمت العديد من الصحف والمؤسسات الإعلامية طلبًا لرفع السرية عن الإفادة الخطية للسبب المحتمل التي قُدمت إلى القاضي في 5 أغسطس لدعم طلب أمر التفتيش. 
عارضت وزارة العدل في ملفات المحكمة الإفراج عن الإفادة الخطية، وكتبت أن "هذا التحقيق يمس مواد سرية للغاية" وأن الإفراج سيضر بسلامة التحقيق الجنائي وتعاون الشهود في القضية و"تحقيقات أخرى رفيعة المستوى"، وأشارت أيضًا إلى "التهديدات المبلغ عنها على نطاق واسع ضد موظفي إنفاذ القانون في أعقاب تفتيش 8 أغسطس". ذكرت وزارة العدل أنه إذا أمر قاضي الصلح بالإفراج عن الإفادة الخطية، فإن التنقيحات الضرورية ستجعل النص غير المختوم "خاليًا من أي سياق ذي مغزى"، قائلة إن "النسخة المنقحة لن تخدم أي مصلحة عامة". طلبت وزارة العدل من قاضي الصلح بدلًا من ذلك رفع السرية عن معلومات أخرى، بما في ذلك صفحة الغلاف، وطلب وزارة العدل المؤرخ 5 أغسطس بإغلاق الأمر، وأمر القاضي بالإغلاق في اليوم نفسه.
في 18 أغسطس عقد قاضي الصلح الفيدرالي جلسة استماع لمناقشة طلبات رفع السرية عن الإفادة الخطية للسبب المحتمل للمحققين. وذكر جاي برات، رئيس قسم مكافحة التجسس بوزارة العدل، أن التحقيق في "مراحله المبكرة". ودفع بأن الإفراج عن الإفادة الخطية يمكن أن يكشف عن أساليب التحقيق، ويعرض هويات "العديد من الشهود" للخطر من رواياتهم المحددة للأحداث، بالإضافة إلى تعريض العملاء الفيدراليين للتهديدات. كشف برات أن الإفادة الخطية تحتوي على "معلومات كبيرة عن هيئة المحلفين الكبرى"، بما في ذلك تفاصيل حول كيفية العثور على "أدلة على العرقلة" في مار آلاجو. طلبت العديد من المؤسسات الإعلامية من القاضي رفع السرية عنها مع التنقيحات الضرورية، مشيرة إلى المصلحة العامة. وأشار القاضي إلى أنه يعتزم رفع السرية عن أجزاء من الإفادة الخطية ومنح وزارة العدل أسبوعًا لتقديم التنقيحات المقترحة. دعا ترامب على وسائل التواصل الاجتماعي مرارًا وتكرارًا إلى الإفراج عن الإفادة الخطية غير المنقحة  لكن محاميه لم يقدموا طلبًا للمحكمة للقيام بذلك.
أيضًا في 18 أغسطس رفع قاضي الصلح السرية عن العديد من المستندات الإجرائية المتعلقة بالإفادة الخطية للأمر، بما في ذلك صفحة الغلاف الجنائية، ونسخة منقحة من طلب الأمر المؤرخ 5 أغسطس، وطلب وزارة العدل الأصلي لإغلاق مستندات الأمر، والأمر بمنح طلب الإغلاق. وأظهرت المستندات أن مكتب التحقيقات الفيدرالي كان يحقق تحديدًا فيما إذا كان هناك "احتفاظ متعمد بمعلومات الدفاع الوطني"، أو إخفاء أو إزالة سجلات حكومية، وعرقلة تحقيق فيدرالي.
في أمر مؤلف من 13 صفحة صدر في 22 أغسطس قال القاضي إنه "راجع بعناية" الإفادة الخطية قبل الموافقة على أمر التفتيش وأنه "مقتنع بأن الحقائق التي أقسم بها المُقر موثوقة". وذكر أن وزارة العدل أظهرت "مصلحة قوية تتجاوز أي مصلحة عامة" في رفع السرية الكامل عن الإفادة الخطية. وأشار إلى أنه قد يتفق مع وزارة العدل في أن التنقيحات الضرورية ستجعل الوثيقة عديمة الفائدة. ورفض حجة وزارة العدل بأن رفع السرية الجزئي عن الإفادة الخطية سيشكل سابقة خطيرة، مسلطًا الضوء على أهمية هذه القضية. وطلب من وزارة العدل تقديم التنقيحات المقترحة وتقديم أدلة وحجج إضافية في غضون أسبوع.
في 25 أغسطس قدمت وزارة العدل مذكرة قانونية تقترح تنقيحات على الإفادة الخطية. كانت المذكرة مختومة، وطلبت العديد من الشركات الإعلامية من القاضي رفع السرية عنها، وكذلك توجيه وزارة العدل لنشر أي مستندات أخرى مختومة. سرعان ما وافق القاضي على التنقيحات المقترحة وأمر وزارة العدل بالإفراج عن الإفادة الخطية المنقحة في اليوم التالي. اعتُبر قرار القاضي بالإفراج عن الإفادة الخطية مفاجئًا، لأن الإفادات الخطية للأسباب المحتملة تُحفظ عادةً قيد السرية (أي لا تُنشر) قبل توجيه الاتهامات.

### إصدار بيان تحريري بشأن مذكرة التفتيش
رُفعت السرية عن الإفادة الخطية المنقحة لأمر التفتيش، جنبًا إلى جنب مع نسخة منقحة من الموجز القانوني الذي برر التنقيحات على الإفادة الخطية،  وأتيحت للجمهور في 26 أغسطس. وأصدرت صحف نيويورك تايمز والواشنطن بوست وشبكة سي إن إن أيضًا نسخًا مشروحة من الإفادة الخطية لأمر التفتيش.
جادل الموجز القانوني بأن التنقيحات المقترحة من وزارة العدل كانت ضرورية لحماية هويات الشهود المتعاونين وعملاء مكتب التحقيقات الفيدرالي الذين قد يتعرضون للتهديدات والانتقام بخلاف ذلك، وكذلك لمنع عرقلة التحقيق، وحماية مصالح الخصوصية، وحماية معلومات هيئة المحلفين الكبرى، والحفاظ على سلامة موظفي إنفاذ القانون.
سردت الإفادة الخطية أربعة أهداف رئيسية لتحقيق مكتب التحقيقات الفيدرالي:
1. تحديد كيف أُزيلت الوثائق والسجلات التي تحمل علامات تصنيف من البيت الأبيض (أو أي موقع (مواقع) آخر مُصرح به لتخزين المواد المصنفة) وانتهى بها الأمر مخزنة في [مار آلاجو]؛ [207]
2. تحديد ما إذا كانت مواقع التخزين في [مار آلاجو] مواقع مُصرح بها لتخزين المعلومات المصنفة؛ [207]
3. تحديد ما إذا كانت أي وثائق أو سجلات مصنفة إضافية قد خُزنت في موقع غير مُصرح به في [مار آلاجو] أو موقع آخر غير معروف، وما إذا كانت لا تزال موجودة في أي من هذه المواقع؛ [207]
4. تحديد أي شخص (أشخاص) ربما أزال أو احتفظ بمعلومات مصنفة دون تصريح و/أو في مكان غير مُصرح به.[207]

ذكر مكتب التحقيقات الفيدرالي أن هناك "سببًا محتملًا للاعتقاد" بأن مواد الأمن القومي المصنفة نُقلت بشكل غير صحيح إلى مواقع "غير مصرح بها" في مار آلاجو، وأن المواد المتعلقة بالدفاع الوطني أو السجلات الرئاسية "الخاضعة لمتطلبات الاحتفاظ بالسجلات" لا تزال موجودة في مار آلاجو، وأنه سيُعثر على "أدلة على العرقلة" في مار آلاجو. وأشار مكتب التحقيقات الفيدرالي إلى أن العديد من الوثائق المضبوطة تحتوي على "ملاحظات مكتوبة بخط اليد" لترامب وكانت "غير مطوية، ومختلطة بسجلات أخرى، وغير مُعرّفة [هكذا في الأصل] بشكل صحيح".
أرفق مكتب التحقيقات الفيدرالي بالإفادة الخطية رسالة مؤرخة 25 مايو 2022 إلى وزارة العدل من محامي ترامب إيفان كوركوران. وفي الرسالة، اعترض كوركوران على المضي قدمًا في تحقيق جنائي، قائلًا إن للرؤساء "السلطة المطلقة" لرفع السرية عن الوثائق، على الرغم من أنه لم يوضح ما إذا كان ترامب قد فعل ذلك.
في أعقاب لائحة الاتهام الموجهة إلى ترامب في 8 يونيو 2023، طلبت وسائل الإعلام رفع السرية عن الإفادة الخطية. وفي 5 يوليو كشفت وزارة العدل عن نسخة أخرى من الإفادة الخطية مع عدد أقل من التنقيحات. وكان من بين ما كُشف عنه أن بعض الوثائق المضبوطة تحتوي على ملاحظات مكتوبة بخط يد ترامب، مما يثبت أنه تعامل مع تلك الوثائق في مرحلة ما خلال رئاسته أو بعدها.

### إصدار قائمة مفصلة بالممتلكات
رُفعت السرية عن قائمة تفصيلية بالممتلكات في 2 سبتمبر نتيجة لدعوى قضائية رفعها ترامب،  وأظهرت القائمة أن ترامب قد خلط مواد مصنفة مع مواد أخرى، مثل الوثائق والصور التي لا تحمل علامات تصنيف، وقصاصات الأخبار، وهدايا غير محددة، وقطع ملابس، وكتاب. صُنف صندوق عُثر عليه في مكتب ترامب على أنه يحتوي على "43 مجلدًا فارغًا عليها شعارات مصنفة؛ و28 مجلدًا فارغًا عليها علامة "إعادة إلى سكرتير الموظفين/المساعد العسكري"؛ و24 وثيقة حكومية مصنفة على أنها سرية أو سرية للغاية أو سرية للغاية؛ و99 مقالًا إخباريًا ومواد مطبوعة أخرى؛ و69 وثيقة أو صورة حكومية غير مصنفة".
في 3 مايو 2024، أفاد موقع بوليتيكو بأن "فريق جاك سميث أقر يوم الجمعة بأن بعض الأدلة في قضية محاكمة الرئيس السابق دونالد ترامب بتهمة تكديس وثائق سرية في منزله في فلوريدا قد لا تكون بنفس التسلسل الذي وجدها عملاء مكتب التحقيقات الفيدرالي عندما اقتحموا مجمع مار آلاجو بأمر تفتيش في أغسطس 2022. جاء هذا الاعتراف من المدعين العامين في ملف للمحكمة، بعد أن طلب محامو أحد المتهمين المشاركين مع ترامب تأخير القضية لأن محامي الدفاع كانوا يواجهون صعوبة في تحديد المصدر الدقيق لوثائق معينة من بين 33 صندوقًا صادرها مكتب التحقيقات الفيدرالي منذ ما يقرب من عامين".

## قضية ترامب ضد الولايات المتحدة
رفع ترامب دعوى قضائية في المحكمة المحلية الجنوبية لفلوريدا في 22 أغسطس، طالبًا تعيين خبير خاص لمراجعة المواد المصادرة بحثًا عن امتياز محتمل بين المحامي والموكل أو امتياز تنفيذي. أُحيلت القضية إلى القاضية المحلية إيلين كانون، وهي مُعينة من قبل ترامب. وفي 1 سبتمبر أمرت كانون وزارة العدل بنشر القائمة التفصيلية للممتلكات الخاصة بالمواد المصادرة والتي كانت مختومة سابقًا. وأمرت وزارة العدل بوقف مراجعتها لجميع المواد في 5 سبتمبر،  وعينت ريموند جي ديري، وهو قاضٍ أقدم في محكمة مقاطعة الولايات المتحدة للمنطقة الشرقية من نيويورك، خبيرًا خاصًا في 15 سبتمبر.
في اليوم التالي استأنفت وزارة العدل الحكم أمام محكمة الاستئناف للدائرة الحادية عشرة. وفي 22 سبتمبر وافقت محكمة الاستئناف على طلب وزارة العدل باستعادة وصول المحققين إلى الملفات السرية ومنع الخبير الخاص من الوصول إليها.
في 1 ديسمبر أنهت محكمة الاستئناف مراجعة الخبير الخاص، وسمحت للحكومة باستخدام جميع المستندات في تحقيقها، وأمرت المحكمة الأدنى برفض دعوى ترامب. قضت المحكمة بأن كانون تفتقر إلى الولاية القضائية المنصفة لتعيين خبير خاص، وأن قرار كانون لم يستوفِ المعيار الصارم لتدخل السلطة القضائية في التحقيقات الجارية من قبل السلطة التنفيذية، وأن المحكمة لن تضع استثناءً خاصًا للرؤساء السابقين. لم يستأنف ترامب أمام المحكمة العليا،  ورفضت كانون دعواه القضائية في 12 ديسمبر لعدم الاختصاص القضائي.

## تحقيق خاص من قبل المستشار القانوني
في 18 نوفمبر 2022 عين جارلاند مستشارًا خاصًا وهو المدعي الفيدرالي "جاك سميث" للإشراف على التحقيق الجنائي الفيدرالي. وذكر البيان الصحفي لوزارة العدل أن سميث سيشرف على "التحقيق الجاري الذي يشمل وثائق سرية وسجلات رئاسية أخرى، بالإضافة إلى العرقلة المحتملة لهذا التحقيق".

### لائحة الاتهام
في 8 يونيو 2023 وُجهت إلى ترامب لائحة اتهام تتضمن 37 تهمة تتعلق بالوثائق في محكمة المقاطعة الفيدرالية في ميامي، وهي المرة الأولى التي يواجه فيها رئيس أمريكي سابق اتهامات فيدرالية. وشملت التهم الاحتفاظ بوثائق الدفاع الوطني وعدم تسليمها بموجب قانون التجسس، والتي تضمنت 31 تهمة تسمي 31 وثيقة محددة. لم تكن أي من هذه الوثائق موجودة في الصناديق التي سلمها ترامب طواعية إلى إدارة المحفوظات والسجلات الوطنية في يناير 2022؛ بل سُلمت إما بموجب أمر استدعاء في يونيو التالي أو ضُبطت بموجب أمر تفتيش في مار آلاجو في أغسطس التالي.
في 13 يونيو مثل ترامب أمام المحكمة. وكما هو الحال مع مثوله السابق أمام المحكمة في نيويورك، لم تُؤخذ صورة جنائية له، على الرغم من أنه بُصم وجرت إجراءات تسجيله خلال هذا الاعتقال. وكجزء من شروط إطلاق سراحه، تجنب دفع كفالة ولكن مُنع من مناقشة القضية مع والت ناوتا ومع الشهود.
في 27 يوليو، أضافت لائحة اتهام بديلة ثلاث تهم جنائية أخرى.
بعد مرور عام في 15 يوليو 2024 رفضت القاضية كانون القضية، وحكمت بأن تعيين جاك سميث كمستشار خاص كان غير دستوري. ويستأنف المستشار الخاص قرار الرفض.

## ردود الفعل

### الكونجرس
أثار استرجاع السجلات الرئاسية من مقر مار-أ-لاغو، وإعادة تقييم إدارة المحفوظات والسجلات الوطنية لها، قلقًا بالغًا داخل الكونجرس. وقد باشرت لجنة الرقابة والإصلاح بمجلس النواب، برئاسة النائبة كارولين مالوني، تحقيقًا دقيقًا في هذا الشأن. وفي رسالة رسمية وجهتها مالوني إلى إدارة المحفوظات، أعربت عن قلقها البالغ إزاء احتمال ارتكاب الرئيس السابق ترامب انتهاكات قانونية نتيجة لإزالته المتعمدة وتدميره للسجلات التي تعد ملكًا للشعب الأمريكي. وطالبت الإدارة بتقديم وثائق تفصيلية حول المناقشات التي دارت بين كبار مستشاري ترامب بشأن حفظ سجلات البيت الأبيض وتخزينها. كما أرسلت مالوني والنائب آدم شيف رئيس لجنة الاستخبارات رسالة مشتركة إلى مديرة المخابرات الوطنية طالبتا فيها بتقديم إحاطة سرية للكونجرس وتقييم شامل للأضرار التي قد تكون ناجمة عن هذه الواقعة. وردت مديرة المخابرات مؤكدة أن وزارة العدل ومجتمع الاستخبارات يعملان حاليًا على مراجعة تصنيف المواد المسترجعة وتقييم المخاطر المحتملة على الأمن القومي.
من جهة أخرى وجه مارك وارنر رئيس لجنة الاستخبارات بمجلس الشيوخ وعضو اللجنة ماركو روبيو رسالة خاصة إلى وزير العدل ومديرة المخابرات، طالبين فيها بتقديم الوثائق السرية التي تم ضبطها إلى اللجنة، بالإضافة إلى تقييم مفصل للأضرار المحتملة للأمن القومي. وأكدت مديرة المخابرات في رسالة لاحقة أن عملية مراجعة التصنيف وتقييم الأضرار لا تزال جارية. وقد طلب قادة الكونجرس الثمانية الذين يتم إطلاعهم على المسائل الاستخباراتية السرية، من إدارة بايدن السماح لهم بالاطلاع على الوثائق التي تم ضبطها.
أعدت دائرة البحوث الكونجرسية تقرير مفصل لتزويد أعضاء ولجان الكونجرس بالمعلومات القانونية المتعلقة بهذه القضية.

### البيت الأبيض
ذكر البيت الأبيض أن الرئيس بايدن ومسؤولي البيت الأبيض لم يكونوا على علم بالتفتيش حتى أُفيد عنه في الأخبار. وذكرت السكرتيرة الصحفية كارين جان بيير أن "تلك التحقيقات يجب أن تكون بمنأى عن التأثير السياسي" ولم تُعلّق على التفتيش نفسه باستثناء أن وزارة العدل كانت تجري التحقيق.
في 17 أغسطس أدان البيت الأبيض في بيان لشبكة سي إن إن دعوات بعض أعضاء الحزب الجمهوري لوقف التمويل عن مكتب التحقيقات الفيدرالي. وقد كان مسؤولو البيت الأبيض يشعرون بقلق بالغ إزاء المواد السرية المخزونة في مار ألاجو، وتحديدًا فيما إذا كانت قد تعرض مصادر وأساليب مجتمع الاستخبارات الأمريكي للخطر. وفي السادس والعشرين من أغسطس، سخر الرئيس بايدن من الرئيس ترامب لادعائه بأنه رفع السرية عن جميع المواد التي أخذها معه إلى مار ألاجو،  وأعلن أنه سيترك الأمر لوزارة العدل لتحديد المخاطر التي قد تشكلها تلك المواد على الأمن القومي.
في خطاب آخر بتاريخ 30 أغسطس، أدان بايدن التهديدات الموجهة إلى جهات إنفاذ القانون والدعوات إلى وقف تمويل مكتب التحقيقات الفيدرالي، واصفًا إياها بأنها "مقززة". كما انتقد الجمهوريين لما اعتبره نفاقًا في دعواتهم إلى "إثارة الشغب في الشوارع" ورفضهم المزعوم لإدانة الهجوم على مبنى كابيتول .
وفي نهاية ديسمبر 2022، اكتشف محامو بايدن وثائق سرية في مكتبه السابق وفي منزله بولاية ديلاوير، تعود إلى فترة شغله منصب نائب الرئيس في إدارة أوباما. وقد قاموا بتسليم هذه الوثائق، وأُفيد عن اكتشافها في يناير 2023.

### الأرشيف الوطني
أصدرت إدارة المحفوظات والسجلات الوطنية بيانات صحفية متعددة بشأن سجلات ترامب الرئاسية ردًا على استفسارات وسائل الإعلام. كما نشرت العديد من السجلات المتعلقة بالتزام إدارة ترامب بقانون السجلات الرئاسية استجابة لطلبات قانون حرية المعلومات.
في 24 أغسطس، أفاد موظفو إدارة المحفوظات والسجلات الوطنية لجنة الرقابة والإصلاح التابعة لمجلس النواب بعدم قدرتهم على التأكد من امتلاكهم لجميع السجلات الرئاسية الخاصة بترامب. وفي اليوم ذاته، ذكرت القائمة بأعمال أمين الأرشيف، ديبرا وول، في رسالة داخلية موجهة إلى جميع موظفي الإدارة، أن إدارة المحفوظات والسجلات الوطنية تلقت تهديدات وثناءً من أفراد الجمهور بسبب دورها في التحقيق الجاري الذي يجريه مكتب التحقيقات الفيدرالي.
في 13 سبتمبر، وجهت النائبة كارولين مالوني من لجنة الرقابة والإصلاح في مجلس النواب، رسالة إلى إدارة الأرشيف والوثائق الوطنية،  طالبت فيها بـ "مراجعة عاجلة" لجميع الوثائق المستردة، إضافة إلى تقييم بشأن أي من "السجلات الرئاسية [التي] لا يزال مصيرها مجهولًا وقد تكون في حوزة الرئيس السابق."  وفي 30 سبتمبر رد الأرشيف الوطني على طلب اللجنة، مشيرًا جزئيًا: "رغم أنه لا توجد طريقة سهلة لضمان المساءلة الكاملة، فإننا ندرك أننا لا نحتفظ بكل ما يفترض أن يكون بحوزتنا... وفيما يتعلق بالسؤال حول ما إذا كان الرئيس السابق ترامب قد سلم جميع السجلات الرئاسية، فإننا نحيلكم باحترام إلى وزارة العدل نظرًا للتحقيق الجاري الذي تجريه." 

### ترامب وعائلته ومحاميه
في 14 أغسطس طالب ترامب باستعادة صناديق الوثائق المصادرة التي زُعم أنها مشمولة بامتياز المحامي والموكل والامتياز التنفيذي.
منذ الإعلان الأول بعد عملية التفتيش، أدلى دونالد ترامب ومحاموه بسلسلة من التصريحات المتعلقة بالتفتيش وتحقيق مكتب التحقيقات الفيدرالي. وقد وُجّهت انتقادات لهذه التصريحات بوصفها "متغيرة" مع مرور الوقت  و"غالبًا ما تكون متناقضة وغير مدعومة". أشار زولان كانو-يونغز وماجي هابرمان، في مقال نُشر بصحيفة نيويورك تايمز، إلى أن رد الرئيس السابق "يتبع نهجًا مألوفًا" استخدمه "على مدى عقود"، بما في ذلك أثناء التحقيقات المتعلقة بالروابط المشبوهة بين مساعدي ترامب والمسؤولين والجواسيس الروس، وما إذا كانت حملة ترامب قد تآمرت مع روسيا، وكذلك خلال محاكمة عزله الأولى. كما أوضحا أن تصريحات ترامب لم تقدّم تفسيرًا واضحًا لسبب احتفاظه بالوثائق بعد أن بدأت الحكومة تحقيقها. وفي مقابلة له مع قناة فوكس نيوز بتاريخ 30 أغسطس، شبه جيم تراستي، محامي ترامب، أفعال موكله بتصرفات شخص يحتفظ بـ"كتاب مستعار من المكتبة" دون إعادته، وزعم أن المدعين العامين الحكوميين يطبقون معايير تدقيق مختلفة على ترامب مقارنة بغيره.
ووفقًا لصحيفة واشنطن بوست، واجه دونالد ترامب صعوبة في تشكيل فريق دفاع قانوني متمرس، حيث رفض العديد من محاميه السابقين المشاركة في القضية. وصرّح تايلور بودويتش، المتحدث باسم ترامب، بأن كبار مستشاريه يتمتعون بمهارات استثنائية وقد ترافعوا في "بعض القضايا الأكثر تعقيدًا في التاريخ الأمريكي". وأشارت صحيفة نيويورك تايمز إلى أن المستشار السياسي بوريس إبشتين لعب دورًا رئيسيًا في تشكيل فريق ترامب القانوني. وقد سبق لإبشتين أن دعم جهود الدفاع عن ادعاءات ترامب بشأن "الانتخابات المسروقة" في عام 2020. وذكر ديفيد شوين المحامي السابق لترامب أن الوضع الحالي لا يزال يشوبه التحديات، حيث "يتناوب" أعضاء الفريق على المشاركة والخروج، ويعانون من غياب قيادة واضحة. في وقت لاحق أضاف ترامب كريس كايز المدعي العام السابق لولاية فلوريدا إلى فريقه القانوني.  ووفقًا لصحيفة نيويورك تايمز، "اقترح" كايز الاستعانة بشركة متخصصة في الأدلة الجنائية للبحث عن وثائق إضافية، استجابة لطلبات جاي برات من وزارة العدل، الذي عبّر عن قلقه بشأن احتمال وجود وثائق مفقودة. ويُقال إن الخلافات بين محامي ترامب بشأن هذه المسألة أدت إلى تقليل دور كايز في الفريق، بسبب أسلوبه الأكثر تصالحية.
أرسلت لجنة العمل السياسي التابعة لدونالد ترامب "أنقذوا أمريكا" أكثر من 100 رسالة بريد إلكتروني لجمع التبرعات خلال الأيام التي أعقبت تفتيش مكتب التحقيقات الفيدرالي. وارتفع متوسط التبرعات اليومية من نطاق يتراوح بين 200 ألف و300 ألف دولار إلى ما يزيد على مليون دولار في يومين على الأقل. وزعمت رسائل البريد الإلكتروني أن الرئيس السابق ترامب يتعرض لاضطهاد سياسي. وفي يوليو أنفقت لجنة العمل السياسي "أنقذوا أمريكا" نحو مليون دولار على أتعاب محامين مدنيين وجنائيين يمثلون ترامب ومنظمة ترامب في القضايا المرفوعة ضدهم.
في 22 ديسمبر 2022 نشرت اللجنة المختارة بمجلس النواب الأمريكي للتحقيق في هجوم 6 يناير تقريرها النهائي. وأشارت فيه إلى أن وزارة العدل تبدو وكأنها "تجري تحقيقًا في سلوك بعض المحامين الذين يدفع الرئيس ترامب أتعابهم عبر لجنته للعمل السياسي 'أنقذوا أمريكا'". وأوضحت اللجنة أن وزارة العدل، في تقريرها العام عن تحقيقها بشأن مار ألاجو، أعربت عن مخاوفها من أن هؤلاء المحامين قد يكونون أكثر ولاءً للدفاع عن ترامب من الدفاع عن موكليهم، مما قد يؤدي إلى محاولتهم التأثير على شهادة هؤلاء الشهود. كما أكدت اللجنة أنها تشارك هذه المخاوف، مشيرة إلى أنها قدمت معلومات ذات صلة إلى وزارة العدل وفاني ويليس، المدعية العامة لمقاطعة فولتون. وبالإضافة إلى ذلك، استشهدت اللجنة بثلاثة تقارير إخبارية لدعم ملاحظاتها.

#### مزاعم الدوافع السياسية والأدلة المزورة وسابقة أوباما
شبّه ترامب عملية التفتيش بفضيحة ووترغيت التي وقعت في السبعينيات. وصرّح بأن التفتيش مدفوع بدوافع سياسية تهدف إلى منعه من الترشح للانتخابات الرئاسية عام 2024،  واصفًا إياه بأنه "تحرك بدوافع سياسية" من قبل إدارة بايدن. كما وجّه انتقاداته لمكتب التحقيقات الفيدرالي بسبب تفتيشه لغرف زوجته ميلانيا ترامب وممتلكاتها في مار ألاجو.
في 11 أغسطس زعم ترامب أن مكتب التحقيقات الفيدرالي ربما زوّر أدلة لدعم أمر التفتيش الخاص به، وربما زرع مواد تجريم وأجهزة تسجيل في مار ألاجو. وقد كرر حلفاؤه هذه الادعاءات المستندة إلى نظريات المؤامرة. وفي 12 أغسطس ادعى ترامب أن محاميه كانوا يتعاونون بشكل كامل مع المحققين الفيدراليين قبل التفتيش، قائلاً: "كان يمكن للحكومة أن تحصل على أي شيء تريده لو طلبت ذلك منا".
في 12 أغسطس زعم ترامب أن الرئيس السابق باراك أوباما أخذ "33 مليون صفحة من الوثائق، وكثير منها سري"، إلى شيكاغو. وقد قام المعلقون المحافظون على قناة فوكس نيوز بتضخيم هذه المزاعم. وردت إدارة المحفوظات والسجلات الوطنية بأنها تتولى "الحضانة القانونية والمادية الحصرية" لسجلات أوباما منذ مغادرته منصبه في عام 2017،  وأكدت أن أوباما "لا يملك أي سلطة على مكان وكيفية" تخزين السجلات من قبل الإدارة. وأوضحت الإدارة أنها تحتفظ "حصريًا" بحوالي 30 مليون صفحة من السجلات غير السرية لأوباما بالقرب من شيكاغو، بينما تُخزن السجلات السرية الخاصة به في مقرها بواشنطن العاصمة.
بعد أن أفادت صحيفة الواشنطن بوست بأن التفتيش يبحث عن وثائق نووية، صرح ترامب في 12 أغسطس قائلاً: "قضية الأسلحة النووية هي خدعة". وادعى أن الرئيس السابق أوباما احتفظ "بالكثير" من الوثائق النووية.
في 21 مايو 2024 زعم ترامب أن جو بايدن كان مستعدًا لقتله أثناء التفتيش، حيث أرسلت حملة ترامب رسالة بريد إلكتروني بعنوان: "لقد أُذن لهم بإطلاق النار عليّ!"، وجاء في الرسالة: "أنتم تعلمون أنهم يتوقون إلى فعل ما لا يمكن تصوره... كان جو بايدن جاهزًا ومستعدًا للقضاء عليّ وتعريض عائلتي للخطر." في اليوم نفسه نشر على موقع تروث سوشيال قائلًا إن "وزارة العدل التابعة لجو بايدن... أذنت لمكتب التحقيقات الفيدرالي باستخدام القوة المميتة." وكان هذا التعليق ردًا على بيان سياسة إنفاذ القانون القياسية، الذي شمل وصف مكتب التحقيقات الفيدرالي للتفتيش المخطط له في مار آلاجو، والذي ينص على أنه يجوز للضباط استخدام القوة المميتة فقط في مواجهة "خطر وشيك بالموت أو الإصابة الجسدية الخطيرة". وقد اتخذ مكتب التحقيقات الفيدرالي خطوات لضمان عدم وجود ترامب أثناء التفتيش وأعطى إشعارًا مسبقًا للخدمة السرية. في 24 مايو طلب مكتب جاك سميث من القاضية كانون إصدار أمر بحظر نشر أي معلومات عن هذا "التوصيف الخاطئ المتكرر" لأفعال مسؤولي إنفاذ القانون.

#### مطالبات رفع السرية عن الوثائق
نشر ترامب في 12 أغسطس على موقع "تروث سوشيال" مدعيًا أن الوثائق التي نقلها إلى مار آلاجو كانت "جميعها قد رُفعت عنها السرية" قبل مغادرته منصبه. في ذلك اليوم، أصدر مكتبه بيانًا يُقرُّ فيه بأنه كان يأخذ بشكل متكرر وثائق سرية إلى منزله، وادعى أيضًا أنه أصدر "أمرًا دائمًا" يقضي بأن أي شيء يأخذه إلى المنزل يتم رفع السرية عنه تلقائيًا و"على الفور". في 29 يونيو 2023، رد محامو الحكومة على طلب بموجب قانون حرية المعلومات من وكالة بلومبرج نيوز، مؤكدين أنهم لم يعثروا على أي سجل يتعلق بأي أمر دائم من هذا القبيل.
تتطلب بعض فقرات قانون اللوائح الفيدرالية المتعلقة برفع السرية وضع علامات "بشكل موحد وواضح لا يترك مجالًا للشك حول حالة رفع السرية عن المعلومات ومن الذي أذن برفع السرية". وفي حديثه إلى بريتبارت في مايو 2022، أثناء مناقشة الوثائق التي استعادتها إدارة المحفوظات والسجلات الوطنية في يناير الماضي، وجه كاش باتيل اللوم إلى محامي البيت الأبيض لعدم قيامهم بالإجراءات اللازمة لإزالة علامات التصنيف من أجل الامتثال لأمر الرئيس ترامب.
باستثناء كاش باتيل، صرّح مسؤولون سابقون في إدارة ترامب أنهم لم يسمعوا قط عن "أمر دائم" من هذا القبيل الذي أصدره ترامب، ووصفوا الادعاء بأنه كاذب.
- قال جون بولتون الذي شغل منصب مستشار الأمن القومي للرئيس ترامب، إن ادعاء ترامب "مجرد خيال" و"بالتأكيد كذبة". وأضاف بولتون أنه لم يسمع قط عن مثل هذا الأمر سواء قبل أو أثناء أو بعد فترة ولايته كمستشار للأمن القومي. وأشار بولتون قائلاً: "عندما يبدأ شخص ما في اختلاق أكاذيب من هذا النوع، فإن ذلك يدل على مستوى حقيقي من اليأس".[284][324]
- وصف جلين إس جيرستل الذي شغل منصب المستشار العام لوكالة الأمن القومي من عام 2015 إلى عام 2020، ادعاء ترامب بأنه "سخيف"، إذ يتطلب رفع السرية حفظ السجلات وإخطار الوكالات التي استخدمت المعلومات.[325]
- وبالمثل قال ليون بانيتا وزير الدفاع ومدير وكالة المخابرات المركزية السابق في عهد إدارة أوباما، إن ادعاء ترامب "هراء إلى حد كبير". وأوضح أن عملية رفع السرية تتطلب ترخيصًا من وكالات مختلفة.[326] وقال بانيتا: "لا يوجد ما أعلمه يشير إلى أن الرئيس قد اتخذ خطوة رسمية لرفع السرية عن أي شيء فعلاً".[326]

أفادت مذكرة صادرة عن دائرة البحوث في الكونغرس بأن عملية رفع السرية المناسبة كانت ستتطلب من ترامب أن يُعلم عن نيته رفع السرية عن وثائق محددة. كما تشير المذكرة نفسها إلى أن الحكومة كان لديها أساس قانوني للاستيلاء على السجلات الرئاسية بغض النظر عن كونها سرية، وأن المواد السرية قد تشير، بالإضافة إلى ذلك، إلى انتهاك قانون التجسس.
في 20 سبتمبر 2022، مثل محامو ترامب أمام القاضي ديري وذكروا أنهم لن يثيروا ادعاء ترامب بوجود "أمر دائم" في المحكمة، مدّعين أن ذلك قد يكشف عن دفاع محتمل في لائحة اتهام مستقبلية. وفي اليوم التالي قضت هيئة استئنافية مكونة من ثلاثة قضاة في محكمة الاستئناف للدائرة الحادية عشرة بأنه "لا يوجد دليل على رفع السرية عن أي من هذه السجلات"، وأشارت إلى أن محامي ترامب "قاوموا تقديم أي دليل على رفع السرية عن أي من هذه الوثائق".
في 21 سبتمبر 2022، ظهر ترامب في برنامج "هانيتي" على قناة "فوكس نيوز"، مدعيًا أنه "ليس من الضروري أن تكون هناك عملية" وأن الرئيس "يمكنه رفع السرية بمجرد أن يقول، لقد رُفعت السرية عنها"، أو حتى بمجرد التفكير في الأمر. وقد "سخر" الخبراء القانونيون من هذه الفكرة. ولاحظ المحامون أنه "حتى لو قام ترامب بطريقة ما برفع السرية عن الوثائق، فليس له الحق في أخذها عند مغادرته منصبه في 20 يناير 2021... لم يكن لترامب أي مصلحة (قانونية) في هذه الوثائق." وأشارت محكمة الاستئناف للدائرة الحادية عشرة إلى أن "حجة رفع السرية هي تشتيت للانتباه".

#### دعوى قضائية
في 7 أغسطس 2024، قدم ترامب دعوى تعويض عن الأضرار، ذكر فيها أنه يعتزم مقاضاة مكتب التحقيقات الفيدرالي بمبلغ 100 مليون دولار. يمتلك مكتب التحقيقات الفيدرالي ستة أشهر للرد، وبعد ذلك يمكن لترامب رفع دعوى قضائية.

### حلفاء ترامب وأنصاره
في يوم التفتيش، اجتمعت جموعٌ تقدر بعشرين من أنصار ترامب للاحتجاج أمام دار مار آلاجو،  بينما نظّم آخرون وقفات احتجاجية أمام مكاتب التحقيقات الفيدرالية في فينيكس بولاية أريزونا وواشنطن العاصمة. وعلى مدى الأيام القليلة اللاحقة، استمر أنصار ترامب في التظاهر أمام دار مار آلاجو،  وفي العديد من الاعتصامات أمام عدد من المكاتب الميدانية للتحقيقات الفيدرالية في مختلف الولايات. وتظاهرت طائفة صغيرة من أنصار ترامب المسلحين أمام مكتب التحقيقات الفيدرالية في فينيكس.
نشر أنصار الرئيس السابق في الكونجرس ووسائل الإعلام المحافظة مجموعة واسعة من الادعاءات الزائفة ونظريات المؤامرة، زاعمين أن مكتب التحقيقات الفدرالي ربما قام بزرع أدلة مزورة. كما روجوا لادعاءات مفادها أن عملية التفتيش التي نفذها المكتب كانت تهدف إلى منع الرئيس السابق من فضح فساد داخل الحكومة. وزعموا أن المكتب قام بـ"احتلال عسكري" لمنزل الرئيس السابق "مار-أ-لاغو"، ودخل إليه "دون سابق إنذار"، آخذًا "كل ما يريده". كما وصفوا بعض عملاء المكتب بـ"المارقين". وبشأن عملية نقل الصناديق إلى "مار-أ-لاغو"، ألقى باتيل مرارًا وتكرارًا بالمسؤولية على إدارة الخدمات العامة، زاعمًا أنها "قامت بتعبئة بعض الصناديق ونقلها إلى مار-أ-لاغو عن طريق الخطأ". إلا أن إدارة الخدمات العامة نفت ذلك، مؤكدة أن فريق الفترة الانتقالية الرئاسية المنتهية ولايته ومتطوعوه هم من قاموا بتعبئة الصناديق وتغليفها.
حث العديد من حلفاء ترامب مثل ستيف بانون ترامب على نشر بعض لقطات المراقبة للتفتيش أو استخدامها في إعلانات الحملات السياسية. وحذره آخرون من أن نشر التسجيلات يمكن أن يأتي بنتائج عكسية من خلال الكشف عن الحجم الهائل للمعلومات السرية التي أُزيلت من مقر إقامته ومواجهة بعض ادعاءاته غير المدعومة. ويمكن أن تكشف اللقطات كذلك عن هويات عملاء مكتب التحقيقات الفيدرالي الذين تم تصويرهم بالفيديو وتعريضهم لمزيد من التهديدات والمضايقات.
عرض برايان كيلميد مذيع قناة فوكس نيوز أثناء استضافته لبرنامج تاكر كارلسون صورة مفبركة تصور قاضي الصلح الفيدرالي الذي وافق على الأمر مع المتاجرة بالجنس المدانة غيسلين ماكسويل؛ ووصف كيلميد لاحقًا الصورة المزيفة بأنه شاركها على سبيل المزاح.
أشعل تفتيش مكتب التحقيقات الفيدرالي خطابًا عنيفًا وكارثيًا بين مؤيدي ترامب على وسائل الإعلام بما في ذلك فوكس نيوز، ونيوزماكس، وبي جي ميديا، وذا بليز، وبرامج الحوار الإذاعية اليمينية. وارتفع الحديث عن الحرب الأهلية والعنف عبر الإنترنت بين مستخدمي اليمين المتطرف على منصات مثل تروث سوشيال، وغاب، وتيليجرام، وتويتر، بما في ذلك من المعلق المحافظ ستيفن كراودر والمعلق المؤيد للعرق الأبيض نيك فوينتيس. وألقت مجموعة نادي الشباب الجمهوري في نيويورك باللوم في التفتيش على "القوى الأممية وحلفائها الذين ينوون تقويض أسس جمهوريتنا". وقال خبراء في العنف السياسي إن الخطاب المتطرف يخلق جوًا خطيرًا ويزيد من خطر الأعمال العنيفة.

#### التهديدات ضد المسؤولين الحكوميين
أدان مكتب التحقيقات الفيدرالي (إف بي آي) كريستوفر راي بشدة التهديدات الإلكترونية التي استهدفت عملاء الحكومة الفيدرالية وموظفي وزارة العدل. وأكد السيد راي أن المكتب سيبقى في حالة تأهب قصوى وسيعمل على تعديل الإجراءات الأمنية لمواجهة هذه التهديدات المتزايدة التي تستهدف موظفي المكتب وممتلكاته، خاصة بعد عملية تفتيش مار إيه لاغو. وفي سياق متصل، أشار الباحث كايل والتر من شركة لوجيكالي في تصريح لصحيفة واشنطن بوست إلى أن الشركة رصدت زيادة كبيرة في عدد التهديدات الموجهة ضد موظفي مكتب التحقيقات الفيدرالي. ومن الجدير بالذكر أن أسماء عميلي المكتب اللذين وقعا على أوراق مذكرة التفتيش قد حُجبت في الوثائق الرسمية التي نشرتها المحكمة، إلا أن موقع برايتبارت الإخباري المحافظ قام بنشر نسخ مسربة من هذه الوثائق، مما كشف عن هويتي العميلين وعرضهما لمضايقات محتملة.
كان القاضي الفدرالي الذي أصدر أمر التفتيش هدفًا للعنصرية والتضليل والتهديدات عبر منصاتٍ إلكترونية كفورتشان،  مما أدى إلى استهدافه بحملاتٍ تشهيريةٍ وتهديداتٍ مباشرة. ولحماية القاضي من هذه التهديدات، قامت المحكمة الفدرالية بمحو بياناته الشخصية من السجلات العامة. كما تعرض الكنيس الذي يرتاده القاضي لتهديداتٍ مماثلةٍ، مما استدعى اتخاذ إجراءاتٍ أمنية مشددة.
وفي سياق متصل، أصدرت أجهزة الأمن الفدرالية تحذيراتٍ من تصاعدٍ غير مسبوقٍ في التهديدات والعنف الموجه ضد المسؤولين الحكوميين، لا سيما القضاة وضباط إنفاذ القانون المتورطين في القضية. وشملت هذه التهديدات دعواتٍ صريحةً للإيذاء الجسدي والقتل، فضلًا عن تهديداتٍ بوضع عبواتٍ ناسفة. وقد تم نشر معلوماتٍ شخصيةٍ عن العديد من الأهداف على الإنترنت، مما يزيد من خطورة الوضع.
أصدرت محكمة المقاطعة الفيدرالية في مقاطعة ميرسر بولاية بنسلفانيا، قرارًا بتوجيه تهمة إلى رجل، وذلك بسبب إقدامه على إطلاق تهديدات عبر شبكة الإنترنت موجهة ضد موظفي مكتب التحقيقات الفيدرالي، وذلك عبر منصة التواصل الاجتماعي غاب.
في التاسع عشر من أغسطس، خاطب أعضاء لجنة الرقابة في مجلس النواب شركات التواصل الاجتماعي، مستفسِرين عن التفاصيل المتعلقة بالتهديدات الأخيرة التي استهدفت مسؤولي إنفاذ القانون عبر منصاتهم. وقد أشارت الرسائل التي وجهها المشرعون بصورة محددة إلى تهديدات نشرت على موقع تروث سوشل، الذي شهد ارتفاعًا ملحوظًا في عدد مرات تنزيل تطبيقه عقب تفتيش مار أيه لاغو. وقد عبّرت الرسالة عن قلق بالغ إزاء "التصريحات المتهورة التي أطلقها الرئيس السابق وأعضاء في الكونجرس من الحزب الجمهوري، والتي أدت إلى فيضان من التهديدات العنيفة على وسائل التواصل الاجتماعي"، وحثت المنصات على اتخاذ إجراءات عاجلة وحاسمة للحد من التحريض على العنف ضد وكالات إنفاذ القانون.

#### هجوم على مكتب التحقيقات الفيدرالي
في 11 أغسطس حاول ريكي شيفر وهو مؤيد بارز للرئيس السابق ترامب يبلغ من العمر اثنين وأربعين عامًا، اقتحام مكتب التحقيقات الفيدرالي في مدينة سينسيناتي بولاية أوهايو. كان شيفر يرتدي سترة واقية من الرصاص، وحاملًا بندقية من طراز AR-15. وقد لقي مصرعه في مواجهة مسلحة مع قوات الشرطة عقب محاولته هذه. وكان شيفر قد شارك في أحداث اقتحام مبنى الكابيتول في السادس من يناير، وكان من أبرز المؤيدين للرئيس السابق على منصة التواصل الاجتماعي الخاصة به تروث سوشيال. وقد نشر شيفر تهديدات صريحة بقتل عملاء مكتب التحقيقات الفيدرالي بعد أن قام الأخير بتفتيش مقر إقامة الرئيس السابق مار إيه لاغو. ويُذكر أن شيفر كان معروفًا بتبنيه خطابًا متطرفًا وعنيفًا على منصات التواصل الاجتماعي على مدى سنوات،  وقد تلقى مكتب التحقيقات الفيدرالي بلاغًا بشأنه في شهر مايو من العام الماضي.

### المسئولون المنتخبون والمرشحون الجمهوريون
ردت اللجنة الوطنية الجمهورية ومعها غالبية الجمهوريين، على تفتيش مكتب التحقيقات الفيدرالي بمهاجمته وتصوير دونالد ترامب كضحية وشهيد سياسي. وصرّح الجمهوريون بأن عملية التفتيش جعلت الولايات المتحدة تبدو وكأنها "دولة من العالم الثالث" أو جمهورية موز، وذلك رغم أن دولًا ديمقراطية مثل فرنسا وكوريا الجنوبية سبق أن حققت مع قادة سابقين وحاكمتهم بتهم جنائية. كما تعهد العديد من الجمهوريين بفتح تحقيقات مع وزارة العدل في حال استعاد الحزب السيطرة على الكونغرس خلال انتخابات نوفمبر 2022. ولا توجد أي أدلة تشير إلى سوء تصرف من جانب المحققين الفيدراليين، كما لا توجد أدلة على أن التفتيش كان مدفوعًا بدوافع سياسية.
أدان عدد من السياسيين الجمهوريين، من بينهم عضوا مجلس الشيوخ الأمريكي ريك ريك سكوت وماركو روبيو عن ولاية فلوريدا، وحاكم فلوريدا رون ديسانتيس، عمليات التفتيش. وأوضح كيفن مكارثي، زعيم الأقلية في مجلس النواب، في تغريدة أن وزارة العدل "بلغت مستوى غير مقبول من التسييس المسلح"، مضيفًا: "عندما يستعيد الجمهوريون السيطرة على مجلس النواب، سنباشر بإجراء رقابة فورية على هذه الوزارة، وسنتتبع الحقائق بدقة، ولن نغفل عن أي تفصيل. أيها المدعي العام جارلاند، احتفظ بجميع مستنداتك وجهّز جدول أعمالك". من جهتها، دعت النائبة الجمهورية مارجوري تايلور جرين عن ولاية جورجيا إلى وقف تمويل مكتب التحقيقات الفيدرالي. كما طالب السيناتور راند بول بإلغاء قانون التجسس. وفي السياق ذاته، دعا أنتوني ساباتيني، عضو مجلس نواب ولاية فلوريدا، إلى أن "تقطع الولاية جميع العلاقات مع وزارة العدل فورًا"، مشددًا على "ضرورة اعتقال عملاء مكتب التحقيقات الفيدرالي فور مشاهدتهم".
وجه العديد من الجمهوريين اتهامات لوزارة العدل ومكتب التحقيقات الفيدرالي بازدواجية المعايير في تعاملهم مع قضية رسائل البريد الإلكتروني الخاصة بهيلاري كلينتون. فقد خضعت وزيرة الخارجية الأمريكية السابقة والمرشحة الديمقراطية السابقة للتحقيق بشأن مواد سرية وُجدت على خادم بريدها الإلكتروني الخاص، إلا أنه لم تُوجه إليها أي تهم. وفي هذا السياق، توقع السيناتور ليندسي جراهام من ولاية كارولينا الجنوبية احتمالية وقوع أعمال عنف في الشوارع إذا وُجهت اتهامات إلى ترامب.
اتخذ بعض الجمهوريين نبرة أكثر تحفظًا بعد ورود تقارير تشير إلى أن الوثائق التي تم ضبطها كانت شديدة السرية، إلا أنهم استمروا في التشكيك في عملية التفتيش. دعا العديد من الجمهوريين وزارة العدل ومكتب التحقيقات الفيدرالي إلى الإفصاح عن الوثائق المتعلقة بالتفتيش أو مشاركتها مع الكونغرس، لا سيما الإفادة الخطية التي استندت إليها المذكرة. أعرب مايك تورنر العضو البارز في لجنة الاستخبارات بمجلس النواب، عن قلقه البالغ بشأن الأسلوب الذي تم اتباعه في مداهمة مار إيه لاغو. كما تساءل بريان فيتزباتريك عن مدى تطبيق القانون "بإنصاف" و"على قدم المساواة".
انتقدت النائبة الجمهورية ليز تشيني التي تُعد أبرز شخصية جمهورية في اللجنة المختارة بمجلس النواب المعنية بالتحقيق في هجوم السادس من يناير، رد فعل حزبها تجاه التحقيق الفيدرالي مع ترامب. وكتبت قائلة: "شعرت بالخجل عندما سمعت أعضاء حزبي يهاجمون نزاهة عملاء مكتب التحقيقات الفيدرالي الذين شاركوا في عملية تفتيش مار إيه لاغو الأخيرة. هذه التصريحات مقززة وتشكل خطرًا على حياة الموظفين العموميين الوطنيين". في 22 سبتمبر، أكد السيناتوران توم تيليس وليندسي جراهام وجود "إجراءات" محددة لرفع السرية، بينما أشار السيناتور جون ثون إلى ضرورة "الالتزام بهذه الإجراءات واتباعها". من جانبه، أفاد السيناتور مايك براون بعدم معرفته "بالطريقة الصحيحة" لرفع السرية. كما تحدث السيناتور مايك روندز عن أهمية تخزين المعلومات بطريقة سليمة، مشيرًا إلى أن "الإهمال في التخزين يمكن أن يتسبب في إيذاء الناس أو حتى قتلهم إذا تسربت هذه المعلومات". وفي 25 سبتمبر أقر السيناتور جون باراسو بعد ضغط من مضيف قناة "أيه بي سي" جورج ستيفانوبولوس، قائلاً: "لا أعتقد أن الرئيس يمكنه رفع السرية عن الوثائق بمجرد القول بذلك، أو بمجرد 'التفكير في الأمر'".

### الديمقراطيون في الكونجرس
أثنى الديمقراطيون في مجلس النواب على عملية التفتيش، معتبرين إياها خطوة نحو محاسبة ترامب. وأوضحت نانسي بيلوسي، رئيسة مجلس النواب الأمريكي، في مقابلة أجريت عقب التفتيش: "نحن نؤمن بسيادة القانون. هذا هو جوهر ما يمثله وطننا. لا أحد فوق القانون، لا رئيس الولايات المتحدة الحالي ولا حتى رئيس سابق لها". أما ديمقراطيو مجلس الشيوخ، فقد جاءت ردود فعلهم أكثر تحفظًا، حيث صرّح زعيم الأغلبية في مجلس الشيوخ، تشاك شومر، بعد التفتيش مباشرة بأنه "سيمتنع عن التعليق إلى حين توفر المزيد من المعلومات".

### مسؤولون سابقون
في أعقاب تفتيش مكتب التحقيقات الفيدرالي لمقر "مار إيه لاغو"، نقلت وكالة رويترز والجزيرة عن باحثين ومسؤولين سابقين أن الطريقة التي استخدم بها ترامب هذا المقر تشكل "كابوسًا" أمنيًا فريدًا من نوعه. صرّح مارك زايد، محامي الأمن القومي، بشأن اجتماع استراتيجي عُقد في عام 2017 بين ترامب ورئيس الوزراء الياباني شينزو آبي، والذي جرى في حضور ضيوف غير حكوميين، قائلًا: "ما شهدناه يعكس تساهلًا مفرطًا من ترامب في معايير الأمن، حيث عقد اجتماعًا حساسًا يتعلق بمسألة حرب محتملة في ظل إمكانية مراقبة وتصوير أشخاص ليسوا من موظفي الحكومة الأمريكية". من جهتها، أشارت ماري ماكورد، المسؤولة السابقة بوزارة العدل، قائلة: "من الواضح أنهم اعتبروا أن الأمر بالغ الخطورة لدرجة دفعتهم إلى استعادة تلك المواد لوضعها في مكان آمن. مجرد الاحتفاظ بوثائق سرية للغاية في بيئة تخزين غير ملائمة - خاصة في ظل طبيعة مار إيه لاغو وما يتردد عليه من زوار أجانب وغيرهم ممن قد تكون لهم صلات بحكومات أو عملاء أجانب - يشكل تهديدًا كبيرًا للأمن القومي".
وفي عام 2019 تم القبض على مواطنة صينية تحمل جوازات سفر مزورة وبحوزتها محرك أقراص محمول يحتوي على برامج ضارة، أثناء حضورها إحدى الفعاليات المقامة هناك.
اعتبر الخبراء أن ترامب يمثل "الخطر المثالي على الأمن القومي: موظف سابق مستاء يتمتع بإمكانية الوصول إلى أسرار حكومية حساسة، ومصمم على تدمير ما كان يعتقد أنه دولة عميقة تسعى للإيقاع به". واعتبر ديفيد روثكوف، أستاذ العلوم السياسية في جامعة كولومبيا، أن تفتيش مار إيه لاغو يشكل تذكيرًا بأن ترامب "كان ولا يزال يشكل خطرًا غير مسبوق على الأمن القومي واجهته الولايات المتحدة".
كذلك، كشف مايكل صلاح، الصحفي الحائز على جائزة بوليتزر من صحيفة "بيتسبيرغ بوست-جازيت"، عن أن امرأة تتحدث الروسية ومن أصل أوكراني كانت تستخدم اسمًا مستعارًا وتدّعي أنها وريثة لعائلة روتشيلد، قد ترددت على المقر لمدة عام كامل، بل والتقطت صورًا هناك مع ترامب والسيناتور ليندسي جراهام.

### مجتمع الاستخبارات
وصف المدير السابق لوكالة المخابرات المركزية جون برينان تخزين الوثائق الحساسة في مار إيه لاغو بأنه "قمة التهور وعدم المسؤولية". من جهته دافع دان كوتس مدير الاستخبارات الوطنية خلال عهد ترامب بين عامي 2017 و2019، عن مكتب التحقيقات الفيدرالي، مصرحًا: "أول ما تبادر إلى ذهني هو أن كريس راي لم يكن ليوقع على هذا الإجراء إلا إذا اعتقد أن الأمور لا تسير على النحو المطلوب، أو أنهم لم يحصلوا على الإجابات الصحيحة من المحامين أو غيرهم، وأن الوضع كان خطيرًا بما يكفي لاتخاذ مثل هذا الإجراء".
صرحت آشا رانجبا العميلة السابقة في مكتب التحقيقات الفيدرالي والعميدة المشاركة السابقة لكلية الحقوق بجامعة ييل، بأن اعتراف ترامب بأن الوثائق التي تم ضبطها كانت مشمولة أو يحتمل أن تكون مشمولة بالامتياز التنفيذي يشير إلى أنه احتفظ بسجلات رئاسية لم يكن مصرحًا له بحيازتها بموجب القانون الفيدرالي رقم 18 يو إس سي 2071. وأضافت: "ليس من الواضح ما إذا كان الامتياز التنفيذي سيكون ذا صلة بالجريمة المحددة التي يُحقق معه بشأنها، ومع ذلك، فهو يعترف في هذا الملف بشكل أساسي بحيازته لهذه الوثائق، وهو ما تسعى الحكومة لإثباته".
حذر جيفري سميث، المستشار العام السابق لوكالة المخابرات المركزية، وديفيد لوفمان، الرئيس السابق لقسم مكافحة التجسس في قسم الأمن القومي بوزارة العدل، من أن التحقيق قد لا يتوافر لديه أدلة قوية بما يكفي لتحقيق إدانة أثناء المحاكمة.

### شخصيات إدارة ترامب السابقة
صرح نائب الرئيس الأمريكي السابق مايك بنس مباشرة بعد تفتيش أغسطس 2022، بأن ذلك قد أثر على ثقة الجمهور في نظام العدالة. وأشار إلى أنه "لم يحدث في تاريخ الولايات المتحدة أن تعرض أي رئيس سابق لمداهمة مقر إقامته الشخصي". وقد نفى بنس حيازته أي وثائق سرية، إلا أنه في يناير 2023 تم العثور على وثائق سرية في منزل بنس بولاية إنديانا.
قال الرئيس السابق لموظفي ترامب جون إف. كيلي إن لترامب سجل طويل في تجاهل قواعد التعامل مع الوثائق الحساسة، وأنه "لم يكن يؤمن بنظام التصنيف"، بالإضافة إلى أنه كان يحتقر الاستخبارات الأمريكية. وفي مقابلة صرح وليام بي بار بأنه لا يستطيع التفكير في سبب مشروع لحيازة ترامب لوثائق سرية، وأن هذه الوثائق، سواء كانت سرية أو لا، هي ملك للحكومة وكان يجب تسليمها إلى إدارة المحفوظات والسجلات الوطنية.
أشار جون بولتون مستشار الأمن القومي السابق لترامب، إلى أن "لا شيء تقريبًا سيفاجئني بشأن محتوى الوثائق الموجودة في مار إيه لاغو". وأكد أنه على الرغم من أن ترامب لم يكن يقرأ عادة الإحاطة اليومية للرئيس، إلا أنه كان يطلب أحيانًا من مُقدمي الإحاطة "الاحتفاظ بالوسائل البصرية والصور والرسوم البيانية شديدة السرية" التي أُعدت له، وكان يرفض أحيانًا إعادة هذه المواد عندما يطلبها مُقدمو الإحاطة.
في 3 نوفمبر 2022، أدلى كاش باتيل، مستشار ترامب، بشهادته أمام هيئة محلفين فيدرالية تحقق في التعامل مع السجلات التي نُقلت إلى منزل مار إيه لاغو. وقد منح القاضي باتيل حصانة من الملاحقة القضائية بشأن أي معلومات يقدمها للتحقيق. وقد قامت لجنة الإنقاذ الأمريكية التابعة لترامب بتغطية أتعاب باتيل القانونية.